# Морские термины (типы кораблей и судов)
В настоящий глоссарий включены термины, применяемые для обозначения типов кораблей и судов, которые (за исключением многозначных терминов) не вошли в основную статью морские термины.
| # А Б В Г Д Е Ё Ж З И К Л М Н О П Р С Т У Ф Х Ц Ч Ш Щ Э Ю Я |

## А
- Аа́к — голландское грузовое плоскодонное судно, использовавшееся для речного и прибрежного плавания со средних веков до XIX века.
- Аалбо́от, аальбо́от, аальбо́т (нидерл. aal boot, от aal — угорь и boot — лодка) — рыболовная одномачтовая парусная лодка применяемая в Нидерландах для ловли угря сетью конической формы (длиной ок. 27 м.). Имела низкий нос и приподнятую корму, в средней части имелся отсек длиной — ок. 4 м для улова. Длина — ок. 15 м, ширина — ок.4,5 м, высота борта — ок. 2 м.
- Аварийно-спасательные суда, суда аварийно-спасательного обеспечения, суда поисково-спасательного обеспечения — суда, предназначенные для спасения людей, проведения подводных (в том числе глубоководных) работ, аварийных буксировок, тушения пожаров, дегазации, дезактивации. Термин более широкий, чем спасательное судно. Подразделяются на спасательные, судоподъёмные, спасательные буксиры, противопожарные суда и др.
- Ави́зо, ави́зное судно, посыльное судно (от итал. aviso — уведомление) — небольшой, сравнительно быстроходный, военный корабль, применявшийся для разведки и посыльной службы в XVIII—XIX вв.
- Авиама́тка — устаревшее (до 1930-х гг.), начала XX века, название авианосца или гидроавианосца.
- Авианесу́щий кре́йсер (англ. Aviation cruiser, Aircraft cruiser, Carrier cruiser, Seaplane cruiser) — разнородный по своим характеристикам класс кораблей, сочетающих в себе элементы крейсерского вооружения (артиллерия; противолодочные, зенитные, противокорабельные ракетные комплексы) и авиационное вооружение (самолёты и/или вертолёты).
- Авиано́сец — военный корабль предназначенный для размещения, обслуживания, ремонта, взлёта и посадки самолётов.
- Авиатра́нспорт — специальное судно, предназначенное для транспортировки авиационной техники, но в отличие от авианосца, не приспособленное для взлёта и посадки самолётов или вертолётов.
- Автомобилево́з, автовоз — специализированное сухогрузное судно для перевозки автомобилей.
- Аггебо́т (нидерл. aggeboot, от agger — прилив и boot — лодка) — небольшая открытая лодка для прибрежного лова креветки на Северном море.
- Агитпароход — пароход, специально оборудованный и приспособленный для ведения агитационно-пропагандистской и культурно-просветительной работы среди населения и войсковых частей отдаленных районов.
- Агрария — небольшое парусное судно, предназначавшееся в Древней Греции для перевозки зерна и фруктов.
- Адулия — небольшое однопалубное каботажное одномачтовое судно II в.
- Азо́га (от исп. azogue — ртуть) — название испанских судов, в основном галеонов, перевозивших в Америку ртуть для извлечения золота и серебра из руд.
- Академическое судно, академическая лодка — спортивная узкая удлинённая лёгкая лодка с вынесенными за борта уключинами (отводами) для вёсел и подвижными сиденьями (банками). Академические лодки различаются на учебные (любительские) и гоночные. Учебные лодки, как правило, шире и имеют более высокие борта.
- Ака́т, ака́та, ака́тий — двух-трёхмачтовое военное парусно-гребное европейское судно конца XVIII — начала XIX века. Имело до 20 орудий, 10 пар вёсел, парусное вооружение шебеки и лёгкого фрегата. Длина около 29 метров, экипаж 100—107 человек.
- Ака́т, ака́ция — древнеримское одно-двухмачтовое судно с рейковым парусным вооружением.
- Ака́т, ака́тиум, ака́тий:
  1. Одномачтовая парусная лодка пиратов античности. Относится к временам Геродота и Фукидида (V в. до н. э.);
  2. Трёхмачтовое парусно-гребное византийское и арабское судно раннего средневековья с четырёхугольными парусами.
- Аквапед — средство индивидуального передвижения под водой, оснащённое гребным винтом, приводимым в движение мускульной силой водолаза.
- Аквапла́н — спортивно-развлекательное средство в виде буксируемой по поверхности воды глиссирующей доски.
- Акон — небольшой плашкоут для разгрузки больших судов на реках Франции в XIX в.
- Актуария:
  1. Тип римской галеры, предназначенный для разведки, службы в качестве авизо, снабжения и парадных выездов.
  2. Древнегреческое лёгкое быстроходное рыбацкое или пиратское парусно-гребное судно.
- Алама́н, аламана кайгху (кайгхи) (турецкая), аламаната (болгарская) — гребная килевая беспалубная рыболовецкая лодка в Чёрном и Мраморном море. Русские и болгарские аламаны, в отличие от турецкого, имели на баке и юте палубу и оснащались съёмной мачтой с небольшим прямым или латинским парусом. Длина 9-14 метров, грузоподъёмность 4-6,5 тонн, 6-12 пар вёсел. В 1920-х — 1950-х годах имели двигатели. Позднее вытеснены сейнерами.
- Алваренга — моторный и парусно-моторный бот в Бразилии, используемый для транспортировки гру зов между судном и берегом.
- Алле́ж (от фр. alléger — облегчать) — небольшое французское судно XIX века, применявшееся для разгрузки судов.
- Алькор — крейсерско-гоночная яхта. Длина — 12,2 м, ширина — 3 м, осадка — 1,9 м, площадь парусности — 63 м², экипаж — семь человек.
- Амароча, омороча — 2-местная рыбацкая лодка облегчённой конструкции: каркас из прутьев, обшитый берёзовой корой. Распространена в устье реки Амур.
- Аму́рская ло́дка — большая плоскодонная лодка с острым носом и тупой кормой, распространённая на Нижнем Амуре и острове Сахалин. Размеры были различными, длина в среднем 6-7 метров.
- Амуцион-шип — судно для перевозки боеприпасов в российском флоте в Петровскую эпоху. На флоте не привился.
- Амфибия — самоходное транспортное средство-вездеход, способное самостоятельно передвигаться как по земле (суше), так и по воде.
- Амфидро́ма, амфипро́ра (греч. amphi — с обеих сторон и греч. dromos — бег) — парусное судно XVIII века, корпус и такелаж которого сделаны таким образом, что на судне можно было ходить как вперёд, так и назад. Иногда амфидромной формы строились и корветы для специальных заданий.
- Ана́н — каноэ индейцев Латинской Америки из коры бука. Длина 4-8 метров. При попутном ветре устанавливалась мачта с прямоугольным парусом. Применялись до конца XIX века.
- Ангелка́н (нем. angelkahn, от angel — удочка и kahn — чёлн) — парусное одномачтовое килевое рыболовецкое судно Восточной Пруссии. Использовалось для ловли рыбы сетью. На мачте устанавливался прямой парус. Длина 10-12 метров, высота мачты — до 13 метров.
- Анлезе — африканское рыболовецкое каноэ, выдолбленное из ствола дерева, небольшая ахима (см.).
- Аньяпик или умиак — вид лодки у эскимосов.
- Апо́фо — рыболовецкое каноэ жителей Берега Слоновой кости (Кот-д’Ивуар), выдолбленное из ствола дерева. Имеет мачту с парусом прямоугольной формы.
- Ар-нохь — рыболовецкое каноэ ненцев побережий Печорского моря и острова Колгуев в XVIII — начале XX века. Имело наборный корпус, обшитый шкурам моржей и нерп. Длина 2,5-3 метра.
- Арктурус — крейсерско-гоночная яхта. Длина достигает 14,4 м, ширина — 3,8 м, осадка — 2,2 м, площадь парусности — 86,4 м². Экипаж — девять человек.
- Артиллерийский катер — надводный корабль малого водоизмещения, основным вооружением которого является ствольная или реактивная артиллерия.
- Асла́мка, осла́мка — парусное 1-2 мачтовое транспортное и промысловое судно, распространённое на Каспийском море и в низовьях Волги. Длина 12-15 метров, грузоподъёмность до 30 тонн.
- Ассирийский корабль — древний корабль.
- Ассиро-фикийский корабль — древний корабль.
- Астра́ханка (название по месту постройки — город Астрахань) — рыбацкая лодка для лова крючковой снастью. Длина около 12,5 метров.
- Атомохо́д, а́томное су́дно — общее название судов с атомной энергетической установкой (АЭУ).
- Аутригер — каноэ с Фиджи, меланезийское парусное судно, сконструированное в XVIII в. для перевозки больших групп людей и способное предпринимать большие океанские плавания.
- Ахи́ма — африканское рыболовецкое каноэ, выдолбленное из ствола дерева. Имеет мачту, прямоугольный плетённый парус и бушприт. Длина 3-9 метров.
- Аэростатоносец — реально существовавший предок авианосцев, представлявший собой судно, имеющее на борту наблюдательный аэростат.

## Б
- Бага́ла — арабское торговое парусное судно с косым парусным вооружением. Разновидность дау (доу, дхау). Багала появилась в VIII—IX веке, и в несколько изменённом виде встречается и в наше время. Длина 30-40 метров, грузоподъёмность 150—400 тонн.
- Багла, бангла — арабское судно Красного моря.
- Бада́н — небольшое арабское одномачтовое беспалубное судно с косым парусным вооружением, применявшееся в Оманском заливе.
- Ба́дра — австралийское каноэ, выдолбленное из дерева.
- База лоцманской службы — судно технического флота, предназначенное для обеспечения навигационной безопасности, базирования небольших лоцманских судов и лоцманских вертолетов.
- Ба́йда — плоскодонная парусная рыбацкая лодка на Чёрном и Азовском море. Длина 6-7 метров, грузоподъёмность 3 тонны, экипаж 3-5 человек.
- Байда́к — речное парусное грузовое судно, распространённое в XVII-XX веках на Днепре, Немане и их притоках.
- Байда́ра:
  1. Грузовое и рыболовецкое судно XVIII—XX века на реках Дон и Азов, длиной около 30 метров;
  2. Открытая эскимосская транспортная и промысловая лодка, длиной до 10 метров. Иногда с парусом. Корпус наборный, обтянутый тюленей или моржовой шкурой.
- Байда́рка — лёгкое узкое гребное или парусное судно.
- Бака́ут (нидерл. pokhout) — разновидность барки, встречавшейся до конца XIX века на средней Волге.
- Балтийский кеч — тип торгового парусного судна для прибрежных перевозок, характерный для английского побережья Северного моря в век паруса.
- Бакинка — двухмачтовое рыболовецкое судно с парусным вооружением шхуны.
- Баландра:
  1. Филиппинское парусное каноэ, выдолбленное из ствола дерева. Борта судна надстроены толстыми досками. Используется для транспортировки рыбы и рыбных продуктов. Оснащено одной мачтой.
  2. Перуанское палубное судно для каботажного плавания. Корма имеет квадратную форму. Оснащено двумя парусами на одной мачте. Водоизмещение достигает 14 т, длина — до 9 м, ширина — ок. 3 м, осадка — до 1,8 м.
- Балансела — средиземноморская парусно-гребная рыбацкая лодка типа тартаны.
- Балау — двухмачтовая шхуна, встречающаяся на Антильских, Багамских и Бермудских островах.
- Балейра — бразильское парусно-гребное китобойное судно.
- Балингер, баллингер — историческая разновидность парусных судов, широко распространённых во флотах западноевропейских стран XIV—XV веков.
- Балкер — судно для перевозки сыпучих грузов навалом.
- Балктанкер — судно специальной постройки, способное перевозить сыпучие и жидкие грузы.
- Баллон:
  1. Парусное рыболовное судно, встречающееся в Малайзии. Корпус состоит из долбленого челна, борта которого наращены досками, в носу которого и корме расположены выступающие остроконечные платформы. Имеет две мачты с люгерным вооружением. Длина — 9-12 м.
  2. Парадное речное судно, распространённое в Индокитае в XVII—XIX вв. Нос и корма были богато украшены. Посередине судна был устроен своеобразный трон-храм. Длина достигала 30 м.
- Балтиморский клипер — название бригов, бригантин и шхун, строившихся в Балтиморе (США) в начале XIX века.
- Балук — открытая гребная или моторная лодка для грузо-пассажирских рейсов по островам вблизи Стамбула.
- Бальзовый плот — плот для прибрежного плавания, применявшийся индейцами западного побережья Южной Америки.
- Банк или банкер — рыболовное судно, занятое промыслом трески на банках острова Ньюфаундленд.
- Бантинг — разновидность парусных транспортных судов, распространённых на юго-востоке острова Суматра и на острове Ява.
- Бальсовый плот — судно-плот, изготовленное из легкого бальсового (или бальзового) дерева, в течение нескольких лет использовалось на южноамериканском побережье индейцами и испанцами.
- Барбарский корабль — однопалубный корабль, прототипом которого были так называемые берберийские суда XVI—XVII вв., плававшие у берегов Алжира и Туниса. Имел дву мачты с прямыми и одну — с косыми парусами. Длина 32-36 м, ширина 7-10 м; вооружение 34-44 орудия.[1]
- Бардинн — грузовое судно египтян Х-ХI вв.
- Барис — небольшое деревянное плоскодонное широкое речное судно, разновидность шаланды (баржи).
- Барит — древнегреческое грузовое судно, относящееся, по-видимому, не менее как к XV в. до н.э.
- Баржа — плоскодонное судно, обычно несамоходное.
- Баржа бурового комплекса — судно технического флота для транспортировки плавучих буровых установок.
- Баржа-буксировщик — самоходное судно, предназначенное для перевозки небольших партий грузов, буксировки несамоходных плавучих средств, а также для рейдовой разгрузки транспортных судов в мелководных прибрежных районах.
- Баржа Кларка — плавучий угольный элеватор. Принцип его работы заключается в использовании системы черпаков, аналогичных тем, что применяются в землечерпательных машинах. Эти черпаки забирают уголь со дна баржи и передают его на автоматические весы. После взвешивания уголь пересыпается через специальные телескопические трубы к горловинам судна. Преимущества такой системы заключаются в том, что погрузку можно осуществлять даже в дождливую погоду, а также в том, что судно защищено от пыли. Скорость перегрузки составляет примерно 100 тонн в час.
- Баржа-межеумок — деревянное несамоходное судно длиной до 64 м, шириной до 17 м, грузоподъемностью до 1200 т.
- Баржа системы Смулдерса — специальная баржа для погрузки угля на суда. Она снабжалась длинным стальным тросом, посредством которого уголь в черпаках подавался наверх и пересыпался в трубу, спускающуюся к горловинам судна. Кран наклонялся в зависимости от обстоятельств. Трубе топенантами давался любой угол наклона.
- Баржа-хоппер[англ.] — особый вид баржи, который может осуществлять разгрузку груза прямо в море. Она имеет конструкцию, позволяющую разделять корпус по всей длине. Эти баржи находят широкое применение в различных областях: от восстановления пляжей до создания островов и строительства портов.
- Баржевоз (см. лихтеровоз) — специализированное судно для перевозки груза в лихтерах или баржах, контейнерах.
- Барк — трёх-пятимачтовое парусное судно для перевозки грузов с прямыми парусами на всех мачтах, кроме кормовой, несущей косое парусное вооружение.
- Барка — речное несамоходное грузовое судно, буксируемое с помощью людской (см. Бурлаки), конной, а позднее — туэрно-цепной тяги.
- Баркалон, баркалона (итал. barca longa — длинная барка) — парусно-гребное судно длиной около 35 м, шириной до 9 м, осадкой до 2,5 м; вооружение 26-44 орудия.
- Баркарола (итал. barcarolla от barca — лодка, rolla — качаться) — историческое название небольших итальянских речных прогулочных безмачтовых лодок типа гондолы.
- Баркас, барказ:
  1. Самоходное судно небольших размеров, предназначенное для различных перевозок в гаванях и на рейдах;
  2. Большая мореходная 14-22-вёсельная шлюпка, длиной до 12,2 м, шириной до 3,66 м, водоизмещением 4-5 тонн с убирающимся бушпритом (для кливера) и двумя мачтами (для фока и грота).
- Баркентина (шхуна-барк) — трёх-пятимачтовое (иногда шестимачтовое) морское парусное судно с косыми парусами на всех мачтах, кроме носовой (фок-мачты), несущей прямые паруса.
- Баркетта — малая вёсельно-парусная лодка, распространённая в Восточном Средиземноморье.
- Бархот — историческая разновидность речных несамоходных барж, малых белян и сплавных барок, которые были характерны для российских рек.
- Бат — крупная лодка-однодеревка у народов Нижнего Приамурья и Сахалина.
- Батарейный корабль — корабль, где артиллерийские орудия расположены по бортам. К ним относятся плавучие батареи и батарейные корабли (броненосцы).
- Батарейный плот, батарейный пост — несамоходная плавучая артиллерийская батарея.
- Батель — несколько разновидностей малотоннажных парусных судов:
  1. Двухмачтовое грузовое судно водоизмещением от 35 до 100 тонн, используемое в Индии и по сей день.
  2. Малый прибрежный парусник Калифорнии.
  3. Малая лодка с парусами или без них для прибрежного рыболовства в Иберийском регионе.
- Батеяра — это парусно-гребное судно, которое использовалось на Каспийском море в конце XVIII — начале XIX века. Оно было оснащено косыми парусами, а его конструкция была разработана Н. Поспеловым в 1793 году. Длина батеяры составляла 14,4 метра, ширина — 3,8 метра, а высота борта — 1,4 метра.
- Батиплан — неавтономный подводный аппарат, который использует для погружения гидродинамическую силу «подводных крыльев» вместо балластных цистерн.
- Батискаф — автономный (самоходный) подводный аппарат для океанографических и других исследований на больших глубинах.
- Батисфера — глубоководный аппарат в форме шара, опускаемый на тросе под воду с базового судна.
- Башенное судно, башенно-палубное судно, башенная броненосная лодка — разновидность грузовых судов конца XIX века с палубой без седловатости и сплошной надстройкой.
- Башенный фрегат — броненосный корабль с башенной артиллерией для прибрежных боевых действий.
- Башта́рда, баста́рда, паста́рда — одна из разновидность крупных турецких галер.
- Белозёрская лодка — речное парусное грузовое судно Белозёрского бассейна.
- Беляна — деревянная некрашеная плоскодонная барка, использовавшаяся для сплава леса по рекам Волге и Каме в XIX — начале XX века.
- Берлина или берлинка — тип речного грузового судна, с острым носом, выступающим над кормой, и одной мачтой.
- Бермудский шлюп — парусное судно XIX века с плавными обводами корпуса, прямым форштевнем и транцевой кормой.
- Бест-бот — длинная, узкая и легкая гоночная шлюпка. Рассчитана на одного гребца и снабжена подвижным сиденьем и выносными уключинами. Затянута просмоленным шелком с открытой горловиной для гребца. Вместо киля применен плавник-стабилизатор. Масса не более 8 кг. Пригодна для плавания только на тихой воде.
- Библское судно — морское судно Ливана. Первое плавание египетских судов по Средиземному морю отмечено при фараоне Снофру в XXVIII в. до н.э.
- Бидук, бидо — индонезийская парусная лодка с поплавками вдоль обоих бортов.
- Билландер или биландер — тип двухмачтового торгового парусного судна.
- Биллибой — парусное судно XVIII — первой половины XX века для каботажного плавания в прибрежных водах Великобритании.
- Бин-кода — английское название небольшого рыболовного и лоцманского судна, использовавшегося на реках и эстуариях.
- Бире́ма, греческое название — дие́ра — античный гребной военный корабль с двумя рядами вёсел.
- Бискин — французское двух- или трёхмачтовое парусное судно, применявшееся на северном побережье Бретани.
- Блазер — нидерландское рыболовное парусное судно второй половины XIX — начала XX века.
- Блекингсека — шведская беспалубная одномачтовая парусная рыбацкая лодка.
- Бло́кшив — корпус разоружённого судна, приспособленный для жилья, хранения запасов и т. д.
- Бово — сицилийское полуторамочтовое судно с острыми оконечностями, применявшееся до конца XIX века.
- Боевой катер — собирательный термин, обобщающий боевые корабли малого водоизмещения (катера), предназначенные для выполнения боевых задач, как правило, в прибрежных водах.
- Болди — английское парусно-моторное судно для глубоководного лова сельди.
- Боли́ндер — судовые двухтактные двигатели шведской фирмы «Болиндер» и малотоннажные суда их использующие.
- Большой десантный корабль — класс десантных кораблей в советском ВМФ, в целом, примерно соответствовавший танкодесантным кораблям стран Запада.
- Большой противолодочный корабль — класс кораблей советского и российского военно-морских флотов, введённый 19 мая 1966 года.
- Большой ракетный корабль — подкласс ракетных кораблей в советской военно-морской классификации.
- Бомбарда — итальянское парусное плоскодонное торговое судно середины XIX века.
- Бомбарди́рский кора́бль — парусный двухмачтовый корабль, вооружённый 12−14 пушками крупного калибра или 2−4 мортирами. Использовался для бомбардировки крепостей и портов. Обладал усиленной конструкцией корпуса.
- Бомбарди́рский ка́тер — небольшое парусно-гребное судно, предназначавшееся для обстрела береговых укреплений и приморских крепостей, а также судов противника.
- Бомме — нидерландское плоскодонное судно XVII—XVIII веков для рыболовства в мелководной акватории.
- Бонанга (см. буанга) — парусно-гребное судно пиратов Малайского архипелага.
- Бонитера — испанская двухмачтовое полуоткрытая парусная лодка с высоким выгнутым носом и острой кормой.
- Боновое судно — судно, оборудованное для постановки, обслуживания и уборки боносетевых заграждений.
- Бо́рдинг, бордингер, бордень — торговое судно, распространённое на Балтике до XI века.
- Бот — всякое небольшое одномачтовое судно водоизмещением до 60 т, вооружённое 6−8 пушками малого калибра служащее для перевозки значительных грузов. Боты бывают палубные для морских плаваний и беспалубные для прибрежных.
- Бота — разновидность лодки с высоким носом и кормой и развалистыми бортами, распространённой на Камчатке.
- Бо́тик — небольшой бот.
- Ботник, батник — маленькая рыбацкая лодка-однодеревка на трёх человек.
- Боттер — голландское рыболовное одномачтовое парусное деревянное судно со шверцами.
- Брагоццо — двухмачтовое рыболовное судно, применяемое на Адриатике.
- Брама — деревянная барка для доставки грузов с морских судов на берег по мелководной акватории.
- Брандва́хта (нем. brand — огонь, нем. wacht — караул), (голландс. brandwacht — сторожевой корабль)
  1. Судно, поставленной на якорь при входе на рейд, в гавань или канал. Предназначено для выполнения сторожевых обязанностей, регулирования и учёта движения плавучих объектов и наблюдения за выполнением ими таможенных, карантинных, рейдовых и других правил.
  2. Пост на берегу или на судне для наблюдения за пожарной безопасностью в районе порта.
  3. Несамоходное судно с жилыми помещениями, предназначенное для временного или постоянного размещения геологических партий, экипажей земснарядов, работников плавучих доков и мастерских, для проживания экипажей судов в межнавигационный или ремонтный период.
- Бра́ндер — небольшое парусное судно (по большей части выслуживший срок военный или торговый корабль), которое нагружалось различными горючими веществами и предназначалось для уничтожения неприятельского флота путём поджога его кораблей при сцеплении с ними вплотную.
- Бриг — двухмачтовое парусное судно с прямым парусным вооружением. Применялись для дозорной, посыльной и крейсерских служб. Водоизмещение 200−400 т, вооружение 10−24 пушки. Экипаж до 120 человек.
- Бриганти́на (итал. brigantino):
  1. Двухмачтовое парусное судно XVIII—XIX вв. с прямыми парусами на передней (фок) и с косыми на задней (грот) мачте. Вооружение 6−8 пушек.
  2. В русском флоте XVIII в. — парусно-гребное судно для перевозки грузов и войск. Вооружение — до 10 пушек.[2]
- Бриг-шлюп — аналог военного шлюпа, отличающийся такелажем, был оборудован как бриг только с фок-мачтой и грот-мачтой.
- Бронекатер — речной боевой корабль, строились в СССР с 1937 по 1946 года и вооружались пулемётами и пушками в типовых танковых башнях.
- Бронено́сец — корабль второй половины XIX — начала XX века с мощным артиллерийским вооружением и сильной броневой защитой. Броненосцы береговой обороны (водоизмещение до 8000 т) предназначались для боевых действий в прибрежных районах. Эскадренный броненосец (водоизмещение 10 000-17 000 т) предназначался для морского боя в составе эскадры как главная ударная сила Флота.
  1. Броненосец барбетный — тип броненосца, получившего распространение во Франции и являвшегося «ответом» на появление казематных броненосцев в Великобритании.
  2. Броненосец батарейный — броненосец с бортовой бронированной батареей. Данные корабли имели забронированный надводный борт до верхней палубы по всей длине корпуса или на большей его части.
  3. Броненосец береговой обороны — подкласс броненосцев, существовавший во второй половине XIX — первой половине XX веков.
  4. Броненосец брустверный — броненосец, являвшийся развитием мореходного башенного броненосца.
  5. Броненосец казематный — броненосец, являвшийся развитием батарейного броненосца, в котором небольшое количество орудий сравнительно большого калибра находилось за хорошо забронированным казематом.
  6. Броненосец мореходный башенный, броненосец мониторного типа или мореходный монитор — броненосец, имевший корпус, полностью выполненный из железа с броневым поясом, проходившим по ватерлинии.
  7. Броненосец цитадельный — броненосец, являвшийся развитием броненосных кораблей мониторного типа (см. броненосец мореходный башенный и броненосец брустверный).
  8. Броненосец эскадренный — броненосец, предназначавшийся для морского боя в составе эскадры и являвшийся главной ударной силой флота.
- Броненосная батарея — это разновидность плавучей батареи.
- Броненосный крейсер — класс крейсеров, существовавший во второй половине XIX — начале XX веков.
- Бронепалубный крейсер — распространённый в конце XIX — начале XX века тип крейсера, защита механизмов и орудийных погребов которого состояла из броневой палубы.
- Брончка — разновидность барки, встречавшаяся в XIX в. на р. Десна. Ходили от Брянска до Херсона. Грузоподъемность доходила до 130 т.
- Брустверный монитор — одна из разновидностей броненосцев
- Брянчка или брянская лодка — историческая разновидность барки, применявшаяся в XIX веке для сплавных грузоперевозок по Десне.
- Буанга или бонанга — парусно-гребное судно пиратов Малайского архипелага.
- Буглет — английское небольшое двухмачтовое парусное каботажное судно. На обеих мачтах оно несло четырехугольные паруса, на грот-мачте — дополнительный топсель, на бушприте — один или два кливера.
- Буда́рка, будара — плетёная транспортно-грузовая или рыболовная парусно-гребная лодка, распространённая на Балтийском, Азовском и Каспийском морях и впадающих в них реках.
- Бу́ер, бо́ер — небольшое голландское грузовое одномачтовое судно XVI—XVII веков для навигации по озёрам и в прибрежной зоне.
- Буйковая станция — плавучий автономный комплекс для проведения долговременных научно-исследовательских наблюдений.
- Буй-лаборатория — обитаемое или необитаемое плавучее сооружение полупогруженного типа для океанографических исследований.
- Буйса, буйзен — голландское трёхмачтовое парусное рыболовное судно. Имело на всех мачтах четырёхугольные паруса, иногда топсель над гротом.
- Букси́р — буксирные судно, предназначенное для буксирования других судов, бывают разных видов:
  1. Буксир-плотовод — для проводки плотов по рекам;
  2. Буксир-постановщик якорей — буксирное судно, предназначенное для обеспечения выполнения буровых работ в океане.
  3. Буксир-спасатель — для оказания помощи аварийным и терпящим бедствие судам;
    1. Морской буксир — буксир, предназначенный для выполнения аварийно-спасательных работ и буксировки в море плавучих средств, кораблей и судов, не имеющих хода. Водоизмещение может достигать 3000 т, а мощность главной энергетической установки — 6000 л. с.
    2. Океанский буксир — буксир, предназначенный для выполнения аварийно-спасательных работ и буксировки в море плавучих средств, кораблей и судов, не имеющих хода, на большие расстояния. Водоизмещение может достигать 12 000 т, а мощность главной энергетической установки — 25 000 л. с.

  4. Буксир-толкач — для транспортировки барж методом толкания;
  5. Линейный буксир — обслуживающие достаточно протяжённые линии и буксирующие по ним несамоходные суда (баржи), плоты и другие плавучие сооружения;
  6. Многоцелевой буксир — занимает промежуточное положение между портовыми буксирами-кантовщиками и буксирами спасателями;
  7. Пожарный буксир — для тушения пожаров;
  8. Рейдовый буксир-кантовщик, портовый буксир — обслуживающий порты и рейды;
  9. Речной буксир — буксир, предназначенный для буксировки барж, плотов и других плавающих средств на реках, озерах, каналах. Могут быть винтовыми, колесными, водометными. Водоизмещение не превышает 600 т, а мощность главной энергетической установки — ок. 1000 л. с.
  10. Шлюзовый буксир — для обслуживания шлюзов;
  11. Эскортный буксир — для эскортирования и проводки крупнотоннажных судов.
  12. Буксир-туер или просто Туер — буксир, движущийся вдоль уложенной по дну цепи или тросу.
- Буксирное судно — обитаемое или необитаемое плавсредство полупогруженного типа для океанографических исследований.
- Буксирно-моторный катер — одновинтовой речной буксир для обслуживания тяжелых понтонных парков и используется в качестве буксировочного средства, а также для выполнения различных вспомогательных работ на переправах.
- Буксируемый подводный аппарат — обитаемый или необитаемый привязной подводный аппарат, движение которого осуществляется с помощью буксировки.
- Бум — арабское судно XVIII в., предназначавшееся для перевозки грузов. Родиной бума являлся Персидский залив.
- Бункеровочное судно — плавсредство предназначенное для бункеровки судов.
- Бункеровщик — служебно-вспомогательное судно для обеспечения топливом судов на рейде или во время плавания.
- Буровая вышка — грузоподъемное сооружение, устанавливаемое над скважиной и предназначенное для подвешивания и подачи в забой бурильного инструмента в процессе бурения, а также для спуска и подъема забойных двигателей, обсадных труб, приборов и др. Морские буровые вышки, как правило, строят из четырехгранных пирамидальных прокатных труб.
- Буровая платформа — сооружение для бурения морского дна с целью ведения геологоразведки и поиска нефтяных и газовых месторождений.
- Буровая платформа на воздушной подушке — буровая платформа с комплексом оборудования на водоизмещающем понтоне.
- Буровая установка на натянутых связях — разновидность установок для подводного бурения, плавучесть которых обеспечивается натянутыми вертикальными якорными связями.
- Буровая эстакада — надводное сооружение мостового типа на сваях для размещения буровой техники и вспомогательного оборудования, а также для связи морских промыслов с берегом.
- Буровое судно — судно технического флота, предназначенное для бурения поисково-разведочных скважин.
- Буса — долблёнка на Днепре.
- Бусс:
  1. Крупное средиземноморское военно-торговое судно;
  2. Военный корабль XVII века для охраны рыболовства в Северном море и проливе Ла-Манш;
  3. Парусное рыболовецкое двухмачтовое судно XVII—XIX веков для лова сельди.
- Буцентавр — галера венецианских дожей. Отличались исключительной роскошью отделки. Когда в 1790 г. Венеция пала под натиском Австрии, кончилась и эпоха этих галер.

## В
- Вадбот — промысловая лодка, распространённая на побережье Балтийского моря в начале XX века.
- Вапоретто — маршрутный теплоход, главный вид общественного транспорта в островной Венеции.
- Вака (маори Waka) — тип каноэ, в прошлом широко распространённый среди представителей новозеландского народа маори. В зависимости от функций выделялось несколько разновидностей ваки:
  1. Вака-тауа (маори waka taua) — каноэ преимущественно военного назначения, длина которых колебалась от 9 до 30 м и на борту которых могло находиться до 100 человек
  2. Вака-тете (маори waka tētē), или вака-пакоко (маори waka pakoko) — разновидность ваки, во многом схожая с вака-тауа, но имевшая меньшие размеры. Выполняла самые разнообразные функции: использовалась для перевозки вещей, продуктов и людей по рекам и прибрежным морским водам.
  3. Вака-тиваи (маори waka tīwai), или вака-копапа (маори waka kōpapa) — наиболее распространённая разновидность ваки. Представляла собой небольшое, неукрашенное (без резьбы) каноэ, использовавшееся для рыболовства и плавания по рекам.
  4. Мокихи (маори mōkihi) — разновидность ваки, широко распространённая среди племён маори, проживавших на восточном побережье Северного острова, а также на Южном острове.
  5. Вака-пухара (маори waka pūhara), или корари (маори kōrari): имела два киля и плоское дно. Ахтерштевень украшался резьбой.
  6. Вака-риму (маори waka rimu): была схожей с вака-пухара, однако бока и дно лодки были покрыты волокном высушенных водорослей.
  7. Вака-пахи (маори waka pahī): вака, использовавшаяся для плавания к отдалённым островам.
  8. Вака-ра (маори waka rā).
- Вашингтонский крейсер (см. тяжёлый крейсер) — подкласс артиллерийских крейсеров, строительство которых велось с 1916 по 1953 год.
- Веджер-бот (от англ. whager — пари и англ. boat — лодка) — гоночная двухместная шлюпка.
- Вейентанская медия — тип этрусского парусно-гребного судна из города Вейи.
- Велоамфибия — колёсный велосипед, который, благодаря съёмным поплавкам и водному движителю, может использоваться на воде как водный велосипед (см.)
- Вельбо́т (англ. whaleboat от англ. whale — кит и англ. boat — лодка) — быстроходная, относительно узкая, мореходная шлюпка с острыми носом и кормой и практически симметричная относительно миделя. Первоначально вельботы использовались для китобойного промысла, имели съёмную мачту и паруса, позже также снабжались швертом. В настоящее время вельботы используются в качестве судовых спасательных шлюпок и шлюпок береговых спасательных станций. На современных военных кораблях вельботами иногда называют относительно лёгкие и быстроходные шлюпки для перевозки личного состава.
  1. Вельбот разъездной — деревянная корабельная гребная шлюпка с распашными веслами (обычно шестью). Вельбот предназначался для перевозок офицеров корабля.
  2. Вельбот спасательный — специально оборудованная для спасения людей шлюпка. Может быть деревянной, пластмассовой или из легких сплавов.
- Верейка, верея — тип небольшой узкой лодки, традиционно использовавшейся в Англии для перевозки пассажиров через реки или в гавани.
- Вереха — речное судно.
- Верповальное судно — историческое название вспомогательных речных судов, предназначенных для буксировки сплавных плотов вниз по течению.
- Вертолётоносец — разновидность авианосцев, специально предназначенная для несения вертолётов, самолётов ВВП и поэтому не имеющая самолётного взлётно-посадочного оборудования.
- Верри — лодка или ялик британского происхождения.
- Верри норфольская — баржа особой конструкции, вооружённая одной мачтой и парусом, один из верхних углов которого поднимается на очень большую высоту.
- Верховой дощаник — речное деревянное парусно-гребное судно с прямым рейковым парусом.
- Весновальный карбас — лодка местного производства, употреблявшаяся весновальщиками на севере. Отличались легкостью и удобством для перетаскивания по льду. Имели боковые кили, заменявшие полозья.
- Ветка — речная гребная лодка для рыбной ловли, охоты и транспортировки мелких грузов, распространённая в северо-восточной Сибири.
- Вехостав — боевой корабль (тральщик), выделенный для выполнения работ по обвехованию опасных от мин районов и протраливания полос.
- Винджа́ммер (англ. windjammer — буквально «выжиматель ветра») — распространённый в англоязычной литературе термин, относящийся к самым большим в истории парусникам, строившимся с 70-х годов XIX до 20-х годов XX века. По типу парусного вооружения обычно барк или корабль (2), иногда (в США) многомачтовая шхуна. Количество мачт от трёх до семи (чаще всего четыре или пять), количество ярусов парусов — до семи (обычно шесть). Винджаммеры являлись развитием чайных клиперов с использованием технологических достижений второй половины XIX века, прежде всего применения стали для изготовления корпуса и рангоута. Будучи последними представителями коммерческих парусников, конкурировали с пароходами вплоть до 30-х годов XX века. Как вспомогательные суда, перевозчики угля и т. п., применялись во время Второй Мировой войны. Некоторые винджаммеры сохранились до сих пор, в России — учебные парусники «Седов» и «Крузенштерн». В российской терминологии термин «винджаммер» практически не используется, чаще такие суда называют по типу парусного вооружения — барк, пятимачтовая шхуна и т. п.
- Виндсерфер (от англ. слова windsurfer) — спортивный снаряд в виде доски с парусом. Изобретен в 1960 г. канадцами Д. Дрейком и Ф. Пейном. Представляет собой плоскодонный непотопляемый поплавок длиной 3,6 м и шириной 0,66 м, изготовленный методом вакуумного формования из пластика и заполненный пенополиуретаном. Масса поплавка в сборе составляет 27 кг, а площадь треугольного паруса — 5,2 м².
- Виновоз — наливное судно, танкер, предназначенный для перевозки продуктов винного производства — вина, спирта и другого сырья. Относительно итальянских парусных каботажных лодок для перевозки вина в бочках см. леудо
- Вицина — вид грузовых парусных плоскодонных судов, которые были распространены на реках Немане и Припяти в XIX веке.
- Виф — узкая гоночная шлюпка с выносными уключинами, применявшаяся в XIX в. на реке Темза.
- Вицина, витина — речное транспортное парусное судно, имевшее удлинённый корпус. Было распространено в XIX в. на реках Неман и Припять. Длина судна достигала 40 м, ширина — 8,5 м, а грузоподъемность — 240 т.
- Водак — сравнительно большое плоскодонное деревянное судно, предназначавшееся для перевозки рыбы.
- Воднолыжный буксировщик — катер для воднолыжного спорта, который обеспечивает движение спортсмена на водных лыжах.
- Водный велосипед, аквапед, гидроцикл — небольшое прогулочное или спортивное судно, приводимое в движение мускульной силой посредством педального привода. Чаще всего представляет собой катамаран с рамной конструкцией подобной велосипедной и педальным приводом на гребное колесо, реже — на гребной винт.
- Водобронный миноносец — боевой корабль, погружающегося при необходимости под воду и удерживающегося на плаву с помощью поплавков. Основное преимущество — низкий надводный силуэт.
- Водолазное судно — служебно-вспомогательное судно, оснащённое водолазным комплексом и предназначенное для обеспечения водолазных работ на глубине до 100 метров.
- Водолазный колокол — в настоящее время это средство транспортировки водолазов в водолазном снаряжении на глубину к объекту работ и обратно.
- Водоходное судно И. П. Кулибина — самоходное судно, использовавшееся для движения против течения реки, силы речного потока. Построено и успешно испытано механиком-самоучкой И. П. Кулибиным. На судне в поперечном направлении был установлен вал, на его концах, выходящих за борта, укреплялись колеса с лопастями на шарнирах.
- Военно-вспомогательное судно (см. вспомогательное судно) — военно-морское или рейдовое судно, назначением которого является обеспечение деятельности сил флота в военное и мирное время.
- Военный корабль — юридический термин, означающий судно, принадлежащее вооружённым силам какого-либо государства и отвечающее критериям, предусмотренной Женевской конвенцией об открытом море и Конвенцией ООН по морскому праву. В обиходе, обычно, используется термин корабль, так как сам по себе он уже означает «военное судно» (одно из значений).
- Войсковой транспорт — переоборудованное или специально построенное судно, предназначенное для перевозки воинских частей и военного снаряжения.
- Всплывающая спасательная камера — часть подводной лодки, которая отделяется от неё в случае аварии. Она предназначена для спасения экипажа с аварийной субмарины.
- Вспомогательное судно или судно обеспечения — военно-морское или рейдовое судно, назначением которого является обеспечение деятельности сил флота в военное и мирное время.
- Вспомогательный крейсер — торговое или пассажирское судно, вооружённое для крейсерства или других военных целей в ходе военных действий. Имели применение во второй половине XIX века и в XX веке. Возможность переоборудования коммерческого судна во вспомогательный крейсер зачастую предусматривалась заранее.
- Вышневолока — историческое название речных деревянных барок, характерных для Российской империи XIX века.

## Г
- Габара — парусное двух- или трёхмачтовое грузовое судно.
- Габасс — севроевропейское парусное судно, имевшее парусное вооружение, подобное кечу.
- Газовоз — судно, специально сконструированное для перевозки сжиженных газов в теплоизолированных танках.
- Газотурбоход — тип судна, имеющего силовую установку на основе газотурбинного двигателя.
- Гай-бао — рыболовное и грузовое судно, применявшееся в XIX — начале XX столетия в Южно-Китайском море.
- Гай-юс — вьетнамское парусное рыболовецкое судно, напоминающее китайскую джонку.
- Гайасса нильская — особый тип современного египетского парусника, корпус типа дао, а паруса — латинские. Мачта под грот-парус стоит по диагонали к фок-мачте, и она длиннее всего судна в 1,7 раза.
- Галеас (от итал. galeazza — большая галера) — парусно-гребной военный корабль в XVI—XVII вв. промежуточный тип судна между галерой и парусным кораблём. Длина ок. 80 м, ширина до 9 м, один ряд вёсел, 3 мачты с косыми парусами, экипаж более 800 чел., вооружение: до 70 пушек и таран.
- Галео́н, галио́н — большое парусное судно XVI—XVIII веков, имевшее три или четыре мачты с прямыми парусами на фоке и гроте и латинскими парусами на бизани и бонавентуре.
  1. Галион британский — британский военный корабль рассматривался как миссионер, представитель политической мощи своей страны. Sovereign of the Seas, построенный по капризу короля Карла I, в соответствии с чертежами главного конструктора флота Финеаса Пета, был самым большим и красивым галионом своего времени.
  2. Галион ганзейский — парусный корабль Ганзейского союза. В XIV—XV вв. Ганза не имела специальных военных кораблей, но ее торговые суда были вооружены пушками.
  3. Галион голландский — парусный корабль. Большинство голландских кораблей того времени имели две палубы, кроме De Zeven Provincien — галиона, прославившегося в ходе четырёхдневного сражения с англичанами, происходившего с 11 по 14 июня 1666 г. (флаг командующего флотом адмирала де Рюйтера).
  4. Галион французский —
  5. Галион пиратский и торговый (или испанский) XVI в. — парусный корабль, появившийся в Испании в XVI в. как новый тип судна, происходящего от южноевропейских карак. Это был большой транспортный галион, приспособленный и для военных действий. Его водоизмещение доходило до 1000 т, длина — до 40 м, ширина — до 10 м, а осадка — до 5 м. Но при этом корпус был уже, чем у караки.
  6. Галион торговый XVII в. — голландский грузовой парусный корабль. Самую большую выгоду от поражения Испании на море и упадка Ганзы извлекли голландцы. Как в древние времена финикийцы, так и голландцы проявили свой коммерческий гений. Благодаря искусности своих кораблестроителей и моряков они уже в XVIII в. имели самый мощный в мире торговый флот.
  7. Галион шведский — по примеру короля Англии Карла I, шведский король Густав II Адольф приказал построить корабль, олицетворяющий морское могущество державы. Такой галион был построен и назван Wasa.
- Гале́ра — гребно-парусное, двух-трёхмачтовое военное судно длиной до 60 м с одним рядом вёсел (50 и более) и трёх—четырёхугольными парусами, вооружённое надводным тараном, а позднее пушками (до 20). Экипаж доходил до 250 человек. Предназначалось для действия у берегов и в шхерах.
  1. Галера венецианская — парусно-гребное судно Венеции XV-XVI вв., для которого в качестве образца послужила римская либурна. Представляло собой низкобортное судно с хорошими ходовыми качествами под веслами.
  2. Галера конная — парусно-гребное военное судно российского флота. Использовалось для перевозки лошадей, десантных войск и различных грузов.
  3. Галера речная — парусно-гребное военное судно российского флота. Использовалось для действий на реках. Иногда галера была плоскодонной и без мачт.
  4. Галера средневековая — парусно-гребное военное судно, прямой потомок дромона. Оно появилось в конце X в. в торговых флотах итальянских городов-республик. Название происходит от названия рыбы галеос, которая имела форму шпаги (у галеры был длинный бушприт с острием, обшитым блестящей латунью). В XII в. галера имела два яруса весел — это тоже традиция дромона.
  5. Галера французская, королевская галера — французская боевая галера эпохи царствования Людовика XIV. Она отличалась исключительной роскошью отделки корпуса снаружи и офицерских помещений.
- Галея — парусно-гребное судно, специально приспособленное для средиземноморских условий плавания.
- Галио́т, гальо́т, галиота (нидерл. galjoot) — парусное двухмачтовое судно водоизмещением 200−300 т. Использовалось для посыльной и транспортной службы.
- Ганья — парусное судно арабских купцов для мореплавания по Персидскому заливу и вдоль восточного побережья Африки.
- Гардко́ут, гардкот — 1. тип небольших сторожевых судов, распространённых во Франции в XVIII веке и использовавшихся для охраны побережья; 2. разновидность гребных шлюпок с небольшой орудийной установкой в носовой части, которые в XVIII—XIX веках применялись в России для охранения речных торговых караванов на Волге[3].
- Гароо-ку — рыболовная лодка, применявшееся в XIX — начале XX века в бассейне Индийского океана.
- Гдовка — небольшое парусно-гребное судно промысловое судно, распространённое в конце XIX века на русском побережье Финского залива.
- Гекбот — до XIV века название рыбацких лодок, а затем — парусных военных судов.
- Гексе́ра (греч. ἑξήρης, hexērēs), римское название — сексире́ма — большой античный гребной военный корабль, известный с IV века до н. э. Размерами немного больше пентеры (квинквиремы) и, так же как и она, часто упоминается в роли флагманского корабля. Гексера была распространена значительно реже массовых триер (трирем). Как именно располагались гребцы на гексере не известно, но скорее всего по два гребца на три ряда вёсел или (менее вероятно) — по три гребца на два ряда вёсел. Вопреки ошибочному, но распространённому, мнению не могла иметь шесть рядов вёсел.
- Гемам — парусно-гребной мелкосидящий фрегат с сильным артиллерисйким вооружением для ведения боевых действий в Балтийском море.
- Гиасса — грузовое парусное судно, применявшееся с конца XVIII по XX век на Ниле, в Красном море и на Средиземноморье.
- Гидроавианосец — корабль, обеспечивающий групповое базирование гидросамолётов с возможностью их выпуска в полёт и приёма с воды.
- Гидроакустическое судно —
- Гидрографическое судно — судно, специально оснащённое, для проведения гидрографических работ.
- Гидрокрейсер (см. гидроавианосец) — корабль, обеспечивающий групповое базирование гидросамолётов с возможностью их выпуска в полёт и приёма с воды.
- Гидроцикл — скоростное персональное водное транспортное средство (плавсредство) со стационарным двигателем внутреннего сгорания.
- Гичка — лёгкая быстроходная гребная шлюпка с транцевой кормой применявшаяся до начала XX века.
- Гладкопалубное судно — судно без надстроек, имеющее на верхней палубе только рубки.
- Глиссер:
  1. Название любого судна, основным режимом движения которого является глиссирование:
  2. Вид скоростных гоночных судов для водно-моторного спорта.
- Глубоководный аппарат — подводный аппарат, рассчитанный на глубины погружения, которые значительно превосходят глубину континентального шельфа.
- Голет — парусно-гребной двухмачтовый корабль русского шхерного флота конца XVIII — начала XIX веков.
- Гондола — небольшая средневековая гребная лодка, традиционная для Венеции.
- Гончак — речное судно ходившее по Днепру выше порогов[4].
- Гоночная яхта — парусная яхта, предназначенная для участия в соревнованиях и гонках.
- Госпитальное судно — судно, предназначенное для перевозки раненых и больных.
- Грибежная лодка — русское небольшое несамоходное судно для сплава вниз по рекам продукции уральских заводов.
- Гребное судно — судно, оснащённое вёслами и приводимое в движение мускульной силой, например, галеры, скампавеи, бригантины, дубель-шлюпки и т. д..
- Гросбот — крупная шлюпка, применявшаяся в начале XX века в странах бассейна Балтийского моря на судах торгового флота.
- Грузовое судно — собирательное название всех типов судов для перевозки грузов: сухогрузов, танкеров, лесовозов и т. п.
- Грузовое судно Великих озёр — специфический тип грузовых судов, использующийся на Великих озёрах.
- Грузопассажирское судно — грузовое судно, которое имеет помещения для 12 и более пассажиров, или пассажирское судно с трюмами для коммерческого груза.
- Грунтоотвозная шаланда — баржа для обслуживания земснарядов.
- Гуари — разновидность французских одно- или двухмачтовых парусных судов.
- Гукор, гукар, гукер, гукр (нидерл. hoeker; англ. hooker) — парусное двухмачтовое судно с широким носом и круглой кормой водоизмещением 60-200 т.
- Гулет, гулета — азово-черноморское двухмачтовое парусное судно XIX — начала XX века.
- Гулянка — лодка в Среднем и Нижнем Поволжье.
- Гур — небольшое парусное грузовое судно, применявшееся в Бенгальском заливе.
- Гусеничный самоходный паром, паромно-мостовая машина или переправочно-десантный паром — гусеничное транспортное средство для переправы военной техники без понтонного парка.
- Гусяна — несамоходная беспалубная плоскодонная разновидность барки, применявшаяся в XVIII—XIX веках для транспортировки камня, лесоматериалов и соли по притокам Волги.
- Гуффа — историческая разновидность примитивных речных плавсредств круглой формы, использовавшихся в Месопотамии и в бассейне реки Инд.

## Д
- Дайв-бот — лёгкое моторное судно, использующееся для транспортировки аквалангистов к месту погружения.
- Дамлупер — грузовое и пассажирское судно, распространённое в XVII—XVIII веках на реках и каналах Голландии.
- Датский бот — крытое палубой одномачтовое судно с 3 косыми парусами, очень полными обводами и лекальным балластом.
- Дау, менее правильно — доу, дхоу, дхау — общее название разных арабских судов с латинским парусным вооружением.
- Дахабие — разновидность плоскодонных полуторамачтовых парусно-гребных судов, использовавшихся для вояжей по реке Нил в 1820—1920 годах.
- Дебаркадер — плавучий причал, предназначенный для швартовки и обслуживания кораблей и судов.
- Десантная баржа —
- Десантная лодка — цельное, складное или надувное высадочное средство в виде судна или понтона.
- Десантная подводная лодка — транспортная подводная лодка, сконструированная для использования в качестве десантного корабля.
- Десантный вертолётоносец — десантный корабль, который способен вести высадку десанта с помощью палубных вертолётов.
- Десантный катер — подкласс боевых катеров в Военно-морских Флотах и Военно-морских силах многих стран.
- Десантный корабль — класс боевых кораблей, предназначенных для транспортировки (перевозки, доставки) личного состава и военной техники.
- Десантный корабль-док — десантный корабль, оснащённый специальными док-камерами в которых могут находиться до 10 десантных катеров.
- Джерме — торговое судно, распространённое в Восточном Средиземноморье и в дельте Нила с XVI века.
- Джонбот — открытая плоскодонная лодка с упрощёнными обводами и линией борта.
- Джонка — традиционное китайское парусное судно для плавания по рекам и вблизи морского побережья.
- Дие́ра — см. бирема
- Дивизионный миноносец — подкласс миноносцев, строившихся в 1886—1898 годах для германского Императорского флота.
- Динги — в общем случае маленькая шлюпка, тузик, длиной около 3 метров и вместительностью 1-2 человека (в редких случаях — 3).
- Длиннохвостая лодка (тайс. เรือหางยาว) — тип лодки, распространённый в Юго-Восточной Азии, особенно в Таиланде и Малайзии.
- Дноуглубительное судно или дноуглубительный снаряд — специально оборудованное судно (землечерпалка, скалодробитель, землесосный снаряд и т. п.) для удаления грунта при ведении дноуглубительных работ.
- Добывающее судно — промысловое судно, предназначенное для добычи рыбы, моллюсков, беспозвоночных, водорослей и т. п.
- Добывающе-перерабатывающее судно или добывающе-обрабатывающее судно — промысловое судно, которое помимо лова добычи (рыбы, моллюсков, беспозвоночных и т. п.) обеспечивает и её переработку в полуфабрикат.
- Доггер — парусное рыболовное судно с гафельным вооружением, использовавшееся в Северном море у Доггер-банки.
- Догрузный дуб — вид судов, характерный для Чёрного и Азовского морей и применявшийся для транспортировки грузов на крупные суда, стоящие на рейде.
- Догрузной дощаник — деревянное рейдовое судно для подвоза грузов на морские суда, применявшееся на Волге в районе Астрахани.
- Долбанец — долблёнка Псковской губернии.
- Долблёнка или долбуша — гребная, реже со съёмной мачтой плоскодонная лодка, выдолбленная из единого ствола дерева. Имели множество названий по месту изготовления.
- Домшхоут — озёрно-речное парусное грузовое судно XVIII—XIX веков, которое применялось в бассейнах Ладожского и Онежского озёр, а также на реке Волге.
- Дони — древнеиндийское и арабское судно типа дау с далеко выступающим форштевнем.
- Донный аппарат — необитаемый привязной или автономный дистанционно управляемый самоходный подводный аппарат.
- Дори — морская гребная рыболовная лодка, распространённая на Атлантическом побережье Северной Америки.
- Дощаник — плоскодонное несамоходное деревянное речное судно небольшого размера с палубой (или полупалубой) и одной мачтой.
- Драга — комплексно-механизированный горно-обогатительный агрегат, работающий по принципу многоковшового цепного экскаватора, установленный на плавучую платформу.
- Драггер — промысловое судно небольшого водоизмещения для добычи водорослей, моллюсков и т. п. на мелководье драгой.
- Драккар — длинный и узкий деревянный корабль викингов, с высоко поднятыми носом и кормой.
- Древо — долблёнка Смоленской губернии.
- Дредно́ут — общее название крупных артиллерийских кораблей в начале XX в., водоизмещением 18000 т и выше, с главным калибром орудий от 12 дюймов и более.
- Дрейфующий подводный аппарат — обитаемый или необитаемый подводный аппарат, который способен совершать плавание в подводном положении под действием морских течений для сбора научной информации.
- Дрифтер — рыболовное судно, предназначенное для лова рыбы дрифтерными сетями.
- Дровянка —
- Дромон — быстроходное парусно-гребное судно византийского военно-морского флота с V по XII век.
- Дуб — парусное грузовое судно для прибрежного плавания на северо-западе Причерноморья и в устье Днепра.
- Дубас — долблёнка Вологодской, Тверской и Воронежской губерний.
- Ду́бель-шлю́пка — гребное судно 2-й половины XVIII века, имело палубу, до 20 пар вёсел, съёмную мачту с прямыми парусами, 7-15 пушек, 2-3 из них крупного калибра.
- Дубивка — парусная рыбацкая лодка для лова рыбы сетями, неводом или крючковой снастью.
- Дубица — долблёнка Витебской губернии, 1-2 сажени длиной и 8-12 вершков шириной.
- Дубок — парусно-гребная рыбацкая лодка со шпринтованным парусом, распространённая на Чёрном и Азовском морях[5].
- Дунгьях — индийское парусное судно типа дау XVII—XIX веков с далеко выдвинутым форштевьнем.
- Дуплус — двухкорпусное судно с малой площадью ватерлинии, каждый корпус состоит из подводного объёма («гондолы» или «понтона») и сравнимой с ним по длине стойки, соединяющей подводный объём с надводной платформой. Названо по имени первого такого судна, построенного в Голландии.
- Душегубка — небольшая узкая плоскодонная лодка, выдолбленная из цельного ствола дерева.

## Е
- Египетская папирусная лодка — древнеегипетский корабль из папируса, один из самых древних в мире.
- Египетский торговый корабль — тип древнеегипетского судна.
- Енотаевка — речное малоразмерное двухмачтовое парусное судно, применявшееся для судоходства по Волге.
- Ейрер — небольшое судно, применявшееся в Нидерландах в XVIII—XIX веках для лова сельди.

## Ё
- Ёла — норвежская промысловая лодка XIII—XIX веков.

## Ж
- Жангада или янгада — парусное деревянное судно рыбаков северной Бразилии, напоминающее плот.
- Железобетонное судно — судно, в котором используется бетон и железобетон в качестве основного материала для постройки корпуса.
- Жёстко-корпусная надувная лодка или жёстко-надувная лодка — моторная лодка, имеющая прочный и жёсткий корпус и расположенный по периметру верхней части надводного борта (у планширя) надувной баллон.
- Живодная лодка — небольшое парусное судно широко использовавшееся в XVIII—XIX веках в Каспийском море и на реке Волге для рыболовного промысла.
- Жиромучное судно — промысловое судно для лова рыбы и последующей её переработки на рыбную муку и жир.

## З
- Забара — небольшое грузовое судно XIX века, применявшееся французами и испанцами для каботажного плавания.
- Забежка (заво́зенный или завозно́й парохо́д) — исторический тип небольшого речного парохода, действовавшего в 40-80-е годы XIX в. в России совместно с судном типа «кабестан» для завоза якорей последнего вверх по течению; как правило, использовалась одна, иногда две забежки при каждом кабестане, две забежки использовались для достижения плавности движения кабестана и исключения его простоев — пока кабестан подтягивался против течения к одному якорю, вторая забежка доставляла вперёд другой.
- Завозня, заводная лодка или заводня — крупная плоскодонная парусно-гребная, применявшаяся для завоза верпов.
- Займа — озёрная арабская лодка, сделанная из тростника, обмазанного битумом.
- Закале —
- Зарука или зарук — парусное судно, относящихся к группе арабских дау; применялось вплоть до XIX века для контрабанды и работорговли.
- Зверобойное судно — добывающее судно для охоты на морского зверя.
- Земснаряд — судно технического флота, предназначенное для производства дноуглубительных работ и добычи нерудных строительных материалов.
- Зензиль — разновидность узкой галеры с короткими вёслами конца XVI века.

## И
- Йект — тип деревянных парусных торговых судов, использовавшихся в Норвегии до первой половины XX века включительно.
- Илимка — дощатая плоскодонная лодка с транцевой кормой.
- Иол, йол — Тип парусного вооружения. Также — небольшое (водоизмещением до 10 т) парусное двухмачтовое промысловое судно. В русском военно-морском флоте конца XVIII — начала XIX века имелись военные иолы, вооружённые 1-7 орудиями.

## К
- Ка́аг (нидерл. kaag) — небольшое одномачтовое плоскодонное судно с малой осадкой, применявшееся в Нидерландах в XVIII — XIX веках для прибрежного и речного плавания, рыбной ловли[6].
- Ка́бельное судно (кабелеукладчик) — судно для прокладки, ремонта и обслуживания морских и океанических линий связи и электропередач.
- Кабеста́нное судно (кабестан) — речное самоходное судно, распространённое в XIX веке на Волге[6].
- Кабинет боевой подготовки — учебная подводная лодка после исключения из боевого состава
- Каботажное судно — судно, выполняющее каботажные перевозки.
- Каботье́р (фр. cabotier) — небольшое плоскодонное судно, имевшее распространение в конце XIX века. Изначально строились в провинции Нормандия[6].
- Каваса́ки — японское плоскодонное рыбацкое судно со съёмной мачтой[6].
- Казачий дощаник — речное парусно-гребное деревянное судно, характерное для низовий Волги.
- Каик, кайк, кайка (тур. kayik — лодка):
  1. Лодка, носимая на борту галер.
  2. Небольшое каботажное и рыболовецкое судно, распространённое на Ближнем Востоке и Средиземноморье[6].
- Кальмароловное судно — промысловое судно для добычи кальмаров на крючковую снасть.
- Кама́ра — греческое название небольшой, узкой, лёгкой лодки народов Восточного Причерноморья в древности[6].
- Камья, комей — долблёнка Псковской губернии.
- Каноне́рская лодка, канлодка или канонерка (от фр. canon — пушка[6]) — артиллерийский корабль для ведения боевых действий на реках, озёрах и в прибрежных районах морей. Водоизмещение канлодок: морских — до 2,5 тыс. т, речных — до 1,2 тыс. т. Вооружение канлодок: морских — 2-5 75-152-мм орудий, речных — 1-4 47-102-мм орудий, а также зенитные пушки и пулемёты.
- Кано́э (от исп. canoa — чёлн; заимствовано из языка карибских индейцев):
  1. Лодка североамериканских индейцев.
  2. Открытая гребная спортивная или прогулочная лодка.
- Ка́пер — судно, занимавшееся каперством[6].
- Караве́лла — торговое парусное судно средней величины, распространённое в Европе в XIII—XVII веках.
- Кара́кка — большое торговое или военное парусное трёхмачтовое судно XVI—XVII веков.
- Караколо́й — парусно-гребное одномачтовое судно XVII—XIX века Индонезии[6].
- Карако́ра, корокора — парусно-гребное судно Молуккских островов[6].
- Карамусса́л (от тур. kara- чёрный и тур. mursal — посол) — турецкое парусно-гребное грузовое судно средних веков, небольшая каторга (галера), узкая и быстроходная[6].
- Ка́рба́с:
  1. Гребное промысловое судно среднего размера с одной мачтой, встречавшееся на Белом море, использовалось в составе шхерного флота для перевозки грузов и десанта, вмещало до 70 человек.
  2. Долблёнка на небольших озёрах Лодейнопольского уезда Олонецкой губернии. Осиновая, 2½—3 сажени длины, 1½—2 аршина ширины и 6—8 вершков глубины, поднимающая 3—8 человек
- Каре́бе — 2-3 мачтовое арабское парусное судно XIX века. Применялось для пассажирских и грузовых перевозок, рыбной ловли, разгрузки больших судов[6].
- Карманный линкор — неофициальное название тяжёлых крейсеров кригсмарине типа «Дойчланд» времён Второй мировой войны.
- Картоп-лодка — небольшая лёгкая лодка, приспособленная для транспортировки на верхнем багажнике легкового автомобиля.
- Карфа —
- Капуда́на — флагманский корабль (каторга) турецкого капдан-паши[6].
- Кат или шат — историческое название небольших парусных транспортных судов, которые использовались в европейских странах.
- Катамаран (от тамильского கட்டு மரம் каттумарам букв. «связанные брёвна»):
  1. Двухкорпусное судно из идентичных корпусов традиционной формы;
  2. Плот у народов, проживающих на азиатском побережье Индийского океана.
- Катафракта —
- Катер (см. также боевой катер) — малое судно или корабль с ограниченным запасом топлива, дальностью плавания, обитаемостью и автономностью.
- Катер-полуглиссер — катер для разведки реки, для связи и для выполнения вспомогательных работ при устройстве переправ
- Ка́торга (тур. kadyrga, от позднегреческого katergon — галера) — турецкая галера[6].
- Каюк:
  1. Турецкое судно XVI века, вооружённое пушками;
  2. Гребной или парусно-гребной челн, который использовался для рыболовства и перевозки грузов в XVII—XIX веках на Чёрном и Азовском морях;
  3. Парусно-гребное речное судно поморов.
- Каючка — разновидность лодок, которые встречаются в Сибири для прохода по притокам больших рек.
- Каяк — тип маломестной гребной лодки или байдарки.
- Квадрире́ма (лат. quadriremis) — римское название тертреры (греч. τετρήρης, tetrērēs), античного гребного военного корабля.
- Квинквире́ма, кинкерема (лат. quinqueremis) — римское название пентеры (греч. πεντήρης, pentērēs), большого античного гребного военного корабля.
- Келет —
- Керкур —
- Кеч, кэч — тип парусного вооружения двухмачтовых судов.
- Киллихтер, килектор (от нидерл. kiellichter — плавучий грузоподниматель) — судно, оборудованное в носовой части грузоподъёмным устройством.
- Килекторное судно — судно для постановки/съёмки боно-сетевого заграждения и рейдового оборудования.
- Килевая яхта — парусное судно с днищем, переходящим в балластный киль.
- Киоск — туристическое судно, применявшееся в Турции для увеселительных прогулок.
- Киржи́м — небольшое парусно-гребное судно с прямым парусом для прибрежного плавания в южной части Каспийского моря. Применялось для перевозки грузов и рыбной ловли[6].
- Кирланги́ч (от тур. kirlangič — ласточка) — турецкое быстроходное парусно-гребное одно- или двухмачтовое судно с косым парусным вооружением, применявшееся для посыльной и разведывательной службы[6].
- Китобойная база — промысловое океанское судно водоизмещением до 45 тысяч тонн предназначено для длительных автономных плаваний. Оно предназначено для разделки и переработки китов, а также для производства из них продукции. Во второй половине XX в. в Советском Союзе и Японии были построены китобойные базы, которые обеспечивали промысел китобойных вельботов.
- Китобойная лодка —
- Китобойное судно, китобой — узкоспециализированный корабль, предназначенный для промысла китов.
- Китобойный вельбот — деревянная гребная шлюпка для китобойного промысла. Управлялась веслом с кормы вместо руля.
- Китс — (англ. kits) — небольшое английское грузовое двухмачтовое судно XVIII—XIX веков, разновидность кеча. Использовалось для разведывательной службы и перевозки военных грузов[6].
- Кле́пер — небольшое северное морское судно типа шхуны, но меньшего размера (длина 12-15 м, ширина 3,5-5 м, осадка 1,2-2 м, грузоподъёмность 15-20 тонн). Имело 1-2 мачты с 1 реем и гафельными парусами. Благодаря длинному корпусу с плавными обводами, обладало хорошей мореходностью. Другое значение — тип складной байдарки[6].
- Клинкер — узкое длинное гребное судно для спортивных тренировок.
- Клипер:
  1. Самое быстроходное из парусных судов середины XIX века, до начала железного кораблестроения. Отличался острыми обводами и развитым парусным вооружением. Наиболее известен такой тип клиперов, как чайный клипер, использовавшийся для доставки в Англию китайского чая (см. ниже);
  2. Парусно-паровой (винтовой) быстроходный корабль. Вооружён 6−10 орудиями. Имел водоизмещение от 600 до 1 500 т.
- Кнорр, кнарр — морское торговое судно викингов VIII—X веков[6].
- Кобл, кобль (англ. coble) — малое парусно-гребное рыболовецкое судно, распространённое на северо-восточном побережье Англии. Известно с середины XVI века. Имело характерные обводы и глубоко посаженную носовую часть, что обеспечивало высокую морехдность и возможность подходить к необорудованному берегу. Обычные размеры — длина 7-9 м, ширина 1,4-1,8 м. Лодки с подобными характерными обводами строятся и сейчас[6].
- Кобуксон (см. корабль-черепаха) — крупный, предположительно бронированный военный корабль Кореи времён династии Чосон (между XV и XVIII веками).
- Ковяга — долблёнка Витебской губернии.
- Когг, ког (от древнегерманского kugg — выпуклый) — парусное торговое судно XII—XVI веков. Было распространено в Северной Европе, в частности в Ганзейском союзе, и на Средиземном море. Обычно имело одну мачту с одним прямым парусом, иногда на Средиземном море встрачались двухмачтовые когги с косыми парусами. Типичные размеры: длина 30 м, ширина до 8 м, осадка до 4 м[6].
- Коза́ — гребная рыбацкая лодка, распространённая на Чёрном и Азовском морях.
- Кока — одномачтовое грузовое мореходное парусное судно с навесным рулём, распространённое у народов Северной Европы.
- Колесное судно —
- Колодезное судно — разновидность морских грузовых судов, конструктивной особенностью которых является сравнительно короткий пространственный промежуток верхней палубы между средней надстройкой и полубаком или между средней надстройкой и полуютом
- Коломенка — разновидность русских речных несамоходных беспалубных барок лёгкой конструкции, которые широко использовались с XVI по XIX век на реках Каме и Чусовой.
- Комбинированное судно —
- Композитное судно —
- Компромисс (яхта) — вид парусной яхты с металлическим балластом в виде фальшкиля и с килем-швертом, который можно убрать через специальный колодец.
- Комя́га:
  1. Грузопассажирское парусно-гребное судно XVII века на Черноморском побережье Турции и Крыма, вместимостью 85-90 человек;
  2. Небольшая рыболовецкая лодка XVII—XVIII веков на побережье Крыма;
  3. Баржа, используемая как паром на Дону[6].
- Конномашинное судно — тип волжских судов, которые передвигались путём завоза якорей и их выборки с борта судна воротом.
- Коноводное судно, коноводка — использовавшийся в России исторический тип грузового речного судна, приводимого в движение лошадьми, которые подтягивали судно к якорю.
- Консервная плавучая база (см. рыбоконсервная плавучая база) — рыбопромышленное судно предназначенное для приёма свежевыловленных объектов промысла (рыбы, крабов, креветок и так далее) и их дальнейшей переработки в консервную продукцию и полуфабрикаты.
- Консервный траулер —
- Контейнеровоз, контейнерное судно — специализированное грузовое судно, для перевозки груза в однородных укрупненных грузовых единицах — контейнерах.
- Кончебас — турецкое парусно-гребное одномачтовое судно галерного типа, XVIII века. Применялось для высадки десанта и каботажных перевозок, имело лёгкое артиллерийское вооружение[6].
- Корабельная шлюпка — общее название малого беспалубного мореходного судна для транспортирования людей и грузов, а также для спасения личного состава на воде.
- Корабельный щит — судно специальной конструкции, предназначенное для обучения и тренировки экипажей боевых кораблей. Представляет собой стальной катамаран, разделённый для обеспечения большой живучести на множество водонепроницаемых отсеков, а высота надводного борта сведена к минимуму. На палубе установлены вертикальные мачты, между которыми натянута сетка.
- Корабль (от греч. κάραβος):
  1. Крупное морское судно[7];
  2. Судно в составе военно-морского флота, несущее военно-морской флаг и предназначенное для выполнения боевых и обеспечительных задач[8]. Это более узкое значение слова «корабль» не исключает использование термина в отношении невоенных судов в разговорной речи и литературе, в том числе специальной и профессиональной (см. значение 1);
  3. В классификации парусных судов — трёхмачтовое парусное судно с полным парусным вооружением, то есть несущее на всех мачтах, в том числе и на бизани (в отличие от барка), прямые паруса, а на бизань-мачте дополнительный косой. Мачты корабля заканчиваются как минимум брам-стеньгами, то есть состоят не менее, чем из трёх частей[9].
- Корабль воздушного наблюдения — специальный корабль, оснащенный РЛС для своевременного обнаружения авиации противника, особенно на средних и малых высотах.
- Корабль измерительного комплекса — серия специальных кораблей советского Военно-морского флота, предназначенных для контроля параметров полёта ракет на различных отрезках траектории.
- Корабль-космодром — плавучий космодром, созданный на основе морской платформы. Он предназначен для морского запуска ракет с целью выведения их на экваториальную орбиту.
- Корабль-ловушка — корабль, имеющий скрытое мощное вооружение и внешне выглядящий как торговое судно.
- Корабль-матка — собирательное название нескольких классов боевых кораблей.
- Корабль поддержки десанта — корабли и катера специальной постройки, предназначенные для непосредственной огневой поддержки морского десанта.
- Корабль противовоздушной обороны — боевые надводные корабли для охранения других кораблей и судов от воздушных средств поражения.
- Корабль противоминной обороны —
- Корабль управления — корабль, использующийся командующим флотом в качестве флагмана, который способен обеспечить связь и подходящие условия работы штаба.
- Корабль-цель — специально построенные плавсредства по которым проводятся практические стрельбы, пуски ракет, бомбо- и торпедометания для отработки боевой подготовки ВМФ.
- Корабль-черепаха или кобуксон — крупный, предположительно бронированный военный корабль Кореи времён династии Чосон (между XV и XVIII веками).
- Корабль-шлюп (англ. ship sloop) —
- Корби́та (от лат. corbis — корзина) — римское одномачтовое грузовое судно грузоподъёмностью 100—200 тонн[6].
- Корвет (фр. corvette от лат. corbita — корабль) — в XVIII—XIX вв. трёхмачтовый корабль водоизмещением 400—600 т с полным прямым парусным вооружением, имел до 32 орудий. Использовался для посыльной службы, иногда для крейсерских действий. С 40-х годов XIX в. — колёсный, а затем винтовой парусно-паровой корабль (водоизмещение до 3500 т, скорость до 14 уз).
- Корокор — малайское судно прибрежного плавания.
- Королевская яхта — корабль, используемый монархом или его семьёй.
- Коррие́ра (итал. corierre - почта) — небольшое итальянское парусное судно конца XVIII — начала XIX веков, применявшееся для посыльной и почтовой службы[6].
- Корытня — название двух лодок-однодеревок, соединённых вместе бок о бок.
- Косная лодка, коснушка — русская парусно-гребная двухмачтовая лодка, которая отличалась лёгкостью хода и предназначалась для транспортировки грузов по закрытым водоёмам.
- Косоуля — гребная беспалубная лодка, встречавшаяся на Волге до конца XIX века.
- Коф, куф, кофа, куфа (нидерл. kuff) — небольшое голландское парусное судно прибрежного плавания XVI—XIX веков. Обычно с парусным вооружением кеча[6].
- Кохая — японский средневековый малотоннажный военный корабль, использовавшийся в период Сэнгоку и эпоху Эдо.
- Коч, ко́ча, кочь, кочмара, кочьмара — мореходное поморское, деревянное, одномачтовое, плоскодонное (сферическое), однопалубное промысловое, парусно-гребное судно XI—XIX веков.
- Коче́рма — турецкое парусное одномачтовое каботажное судно XIX века. Также было распространено у народов Северного Кавказа. Длина до 15 м, ширина до 3,6 м. Дополнительно имело 6-8 вёсел[6].
- Кочма́ра, кочмора — большая парусная одномачтовая лодка поморов, применявшаяся для промысла или транспортных целей[6].
- Краб-бот (англ. crab-boat) — общее название судов, занятых на ловле крабов, омаров, моллюсков и т. д.[6]
- Краболов — рыболовецкое судно, специально оборудованное для промысла краба.
- Кра́ер (нидерл. kraaier) — парусное грузовое (реже промысловое) плоскодонное судно XIV—XIX веков, распространённое на Балтийском и Северном морях, в основном в Нидерландах, Франции, Швеции[6].
- Крановое судно — специальное судно для погрузки и установки крупногабаритных блоков и забивания свай при строительстве стационарных сооружений.
- Креветколовное судно, креветколовный траулер —
- Крейсер — крупный корабль с сильной артиллерией, торпедным оружием, имеющий большую скорость и дальность плавания. Основное назначение — ведение боя в море с крейсерами противника, разрушение береговых объектов, прикрытие конвоев и десантов, действия на морских сообщениях противника, постановка минных заграждений и т. д. В современном ВМФ имеются противолодочные крейсера.
- Крейсер ПВО — подкласс крейсеров, основной особенностью которых было оснащение универсальными орудиями главного калибра, предназначенными, прежде всего, для противовоздушной обороны соединений флота.
- Крейсер-скаут — подкласс крейсеров начала XX века, существовавший в ВМС ряда стран.
- Крейсерская яхта — спортивное быстроходное парусное судно для дальнего мореплавания.
- Крейсерское судно — русский военно-морской термин, первоначально объединяющий собой военные суда различных классов, используемые в «крейсерских операциях» для защиты русских торговых путей от каперов и для проведения океанографических и географических исследований.
- Криобот — робот, предназначенный для работы во льду или ледяной воде.
- Круглое судно —
- Круизное судно — судно, совершающее международный рейс и перевозящее пассажиров, участвующих в групповой туристической программе.
- Кулаз, кулас — рыбацкая лодка, характерная для Каспийского моря и применявшаяся для лова крючковой снастью.
- Кунгас — дальневосточное гребное судно с малой осадкой.
- Курага — рыболовная гребная лодка, распространённая в Уэльсе и Ирландии.
- Куренас — парусная деревянная рыбацкая плоскодонная лодка, использовавшаяся в Куршском заливе до второй половины XX века.
- Кусовая лодка — историческое название рыболовных парусных судов, характерных для Каспийского моря.
- Куттер — самое малое одномачтовое судно для несения дозорной и посыльной службы. Вооружалось 8-14 орудиями.
- Кутька, кутя — долблёнка Крестецкого района Новгородской губернии.
- Куфа —

## Л
- Ладья — славянское и русское (поморское) парусно-вёсельное морское и речное судно, предназначенное для гражданских и военных целей.
- Лайба — местное название деревянных парусных судов Балтийского бассейна с одной или двумя мачтами для перевозки несрочных грузов.
- Лайнер — судно, как правило, пассажирское, которое совершает рейсы для доставки коммерческой загрузки из порта отправления в порт назначения по заранее объявленному расписанию.
- Лакатой — парусное судно для прибрежного плавания, которое применялось папуасами Новой Гвинеи.
- Лангбот — историческое название корабельных шлюпок, которые использовались на протяжении XVIII века российским флотом.
- Лансон — одно- или двухмачтовое парусно-гребное промысловое или каботажное судно, распространённое в черноморских странах в XVIII—XIX веках.
- Ластовые суда — малые суда, обеспечивающие базирование крупных военных кораблей.
- Лёгкий авианосец — подкласс авианосцев, отличающихся от многоцелевых авианосцев уменьшенными размерами и ограниченными боевыми возможностями.
- Лёгкий крейсер — боевой надводный корабль, подкласс крейсеров, появившийся в начале XX века, продукт эволюции бронепалубных крейсеров под влиянием опыта русско-японской войны.
- Ледокол — судно, обеспечивающее навигацию во льдах.
- Ледокольно-транспортное судно — такое грузовое или научно-исследовательское судно, которое способно к систематическому мореходству во льдах замерзающих неарктических и арктических морей во время всего навигационного сезона как самостоятельно, так и во взаимодействии с ледоколом.
- Ледорез — класс морских судов ледового плавания, существовавший в конце XIX — начале XX века.
- Лесовоз — сухогруз, предназначенный для транспортировки лесоматериалов.
- Ледянка — маломерная гребная лодка, днище которой усиливалось полозьями из полосового железа.
- Либурна — военное судно Древнего Рима, распространенное со времен ранней Империи.
- Лидер эскадренных миноносцев — подкласс торпедно-артиллерийских кораблей, существовавший в военно-морских силах ряда стран в первой половине XX века.
- Линейный корабль — в парусном флоте конца XVII — середины XIX в. самый большой трёхмачтовый военный корабль с прямыми парусами, с двумя или тремя орудийными палубами, вёл бой, находясь в линии (кильватерной колонне). Водоизмещение до 5 тыс. т, вооружение до 130 пушек.
- Линейный крейсер — класс артиллерийских кораблей, имеющих вооружение, близкое к линкорам, но обладающих большей скоростью хода при более лёгком бронировании.
- Линкор (сокр. от линейный корабль) — в паровом флоте крупный военный корабль с мощной артиллерией и бронёй для уничтожения кораблей всех классов в морском бою и нанесения артиллерийских ударов по береговым объектам. Водоизмещение 20-65 тыс. т, скорость до ЗЗ уз, толщина брони до 483 мм. Вооружение: 8-12 орудий калибром 280—457 мм, до 20 универсальных орудий калибром 100—152 мм, до 140 зенитных пушек. Экипаж до 2800 человек.
- Листер-бот — открытая парусно-гребная лодка, предназначенная для рыболовства сетями и близкая по типу к палубным шлюпкам.
- Лихтер — разновидность баржи, грузовое несамоходное безэкипажное однотрюмное морское судно с водонепроницаемым люковым закрытием.
- Лихтеровоз (баржевоз) — судно, перевозящее груз в лихтерах (баржах).
- Ловецкое судно — собирательное название разнообразных мелких гребных, парусных или моторных судов, используемых для лова и морского промысла.
- Логгер — быстроходные и маневренные суда.
  1. Почтовый логгер
  2. Лоцманский логгер
  3. Военный логгер
  4. Рыболовный логгер
- Лодья (ладья) — морское и речное парусно-весельное судно славян VI—XIII вв., затем поморов, приспособленное для дальних плаваний. Длина до 20 м, ширина до 3 м. Принимала до 60 воинов. Вооружение: таран, метательные машины. Строительство ладей прекращено в России в начале XVIII в.
- Лорча — мореходный бот, распространённый в странах Юго-Восточной Азии.
- Лоцманский катер — судно, осуществляющее проводку судов с внешнего рейда в порт.
- Лоцманское судно — служебно-вспомогательное судно, предназначенное для оперативного лоцманского обслуживания транспортных судов в портах.
- Лоцмейстерское судно — судно вспомогательного назначения для работ по ограждению водных путей; относится к судам технического флота.
- Лоц-судно, лоция — суда, специально предназначенные для выполнения гидрографических работ, включавших промеры глубин на различных морских участках и фарватерах, описание берегов, установку и снятие вех, баканов и различных знаков, также эти суда использовались для доставки снабжения на маяки.
- Люгер, люггер — небольшое трёхмачтовое военное судно первой половины XIX в. с вооружением 10-16 пушек. Применялись для посыльной службы.

## М
- Магазин — плавучий склад.
- Магона (или магуна; тур. mahownah) — класс турецких малотоннажных плоскодонных судов, распространённых в XVIII—XIX веках на Кавказском побережье Чёрного моря и предназначенных для каботажного плавания.
- Маломерное судно — это судно, длина которого не должна превышать 20 метров и общее количество людей на котором не должно превышать двенадцати.
- Малый десантный корабль — класс десантных кораблей в Военно-морском Флоте СССР и России.
- Малый противолодочный корабль — подкласс противолодочных кораблей по советской военно-морской классификации.
- Малый ракетный корабль — подкласс ракетных кораблей в советской военно-морской классификации.
- Марсильяна — историческое название лёгких парусно-гребных судов среднего размера, которые были распространены в странах Европы в XIII—XVI веках.
- Межеумок — разновидность речных полупалубных несамоходных транспортно-грузовых судов, которые были широко распространены в царской России до конца XIX века.
- Мезоскаф — подводный обитаемый аппарат, предназначенный для исследования средних глубин (до 1000 метров), часто недоступных для обычных подводных лодок, но гораздо меньших предельных возможностей батискафа.
- Минный заградитель — специализированный военный корабль или летательный аппарат, предназначенный для постановки минных заграждений.
- Минный катер — малое паровое судно, снабжённое торпедным (минным) аппаратом или другими видами минного оружия.
- Минный крейсер — класс больших миноносцев водоизмещением 400…1600 тонн, существовавший в конце XIX — начале XX века.
- Минный пароход — вооружённый шестовыми минами крупный боевой корабль, отличающийся от минных катеров, миноносок и мореходных миноносцев своего времени существенно бо́льшими водоизмещением и мореходностью.
- Минный транспорт — крупный корабль, основным/одним из основных назначений которого является доставка на борту в район операций группы минных или торпедных катеров.
- Миноносец — надводный мореходный корабль небольшого водоизмещения, основным вооружением которого является торпедное.
- Миноноска — специальное минное судно водоизмещением от 20 до 100 тонн, основным вооружением которого являются мины или торпеды.
- Мистико — средиземноморское двух- или трёхмачтовое парусное транспортное судно XVIII—XIX веков для каботажного и прибрежного мореходства.
- Многокорпусное судно — судно, корабль или катер, состоящие более чем из одного водоизмещающего корпуса. Изучены и применяются двух- и трёхкорпусные суда. К двухкорпусным судам относятся катамаран (см.), дуплус (см.), трисек (см.), проа (см.). К трёхкорпусным судам или кораблям относятся судно с аутригерами (см.), тримаран (см.), трикор (см.). Все типы многокорпусных судов отличаются повышенной площадью палуб (и внутренним объёмом конструкций), простым обеспечением поперечной остойчивости, в той или иной мере лучшей мореходностью, повышенной непотопляемостью и безопасностью плавания. Многокорпусные суда наиболее эффективны для перевозки пассажиров в салонах или каютах, колёсной техники, лёгких контейнеров, для размещения научных лабораторий и боевых постов надводных кораблей. Широко применяются двухкорпусные суда, началось применение судов и кораблей с аутригерами. Построено четырёхкорпусное судно с малой площадью ватерлинии, предложены пятикорпусные корабли и суда.
- Моне́ра — см. Унирема.
- Монито́р — броненосный башенный корабль береговой обороны с небольшой осадкой. Водоизмещение мониторов: морских — до 8000 т, речных — до 1900 т. Вооружение: 2-3 орудия крупного калибра (до 381 мм). Получил типовое название по наименованию первого корабля этого класса «Монитор», построенного в США в 1861-62.
- Морской каяк — разновидность каяка или байдарки, приспособленная для водного туризма.
- Мотобот — маломерное судно, предназначенное для рабочих целей, перевозки людей и грузов, промышленного лова морепродуктов и других целей.
  1. Бортовой мотобот — малоразмерное судно, предназначенное для участия в операциях с кошельковым неводом на промысле тунца.
- Моторизованная завозня, мотозавозня — вспомогательное судно, осуществляющее подъем, перекладку и завозку рабочих якорей земснарядов, плавучих причалов, доков и других несамоходных судов.
- Моторное звено — звено понтонного парка, предназначенное для буксировки паромов при устройстве мостовых и паромных переправ, переноса моста на другой створ, забрасывания якорей, для разведки реки и выполнения различных задач при оборудовании и содержании переправ.
- Мотыга — историческое название небольших парусных грузовых судов для прибрежного мореплавания, которые широко использовались на Азовском и Чёрном морях.
- Мулета — небольшое рыболовное судно, применявшееся для промысла у берегов Испании и Португалии.

## Н
- Набойня — небольшая речная парусно-гребная лодка, которая была распространена в европейской части Российской империи вплоть до конца XIX — начала XX века.
- Надводный корабль — обобщающее название для многих типов военных кораблей, имеющих собственное вооружение и ведущих военные (боевые) действия на поверхности воды в океанах, морях, реках и так далее.
- Надувной спасательный плот — надувное коллективное спасательное средство.
- Насад — речное плоскодонное, беспалубное судно с высокими набитыми бортами, с небольшой осадкой и крытым грузовым трюмом.
- Научно-исследовательское судно — морское, озёрное или речное судно, используемое для исследования земли, водных масс, биомасс, дна, атмосферы Земли и космического пространства.
- Неводной дощаник или неводник — речное деревянное парусное судно, применявшееся для перевозки рыбацких неводов в нижней части Волги.
- Неф — старинное парусное судно, ставшее по мере развития в XVI веке крупным кораблём с прямыми парусами и сильным артиллерийским вооружением; прообраз парусных кораблей.
- Нефтемусоросборщик — специализированное судно технического флота для устранения последствий утечек нефтепродуктов в морскую среду и для сбора плавающего мусора с поверхности воды.
- Нефтерудовоз — морское или речное грузовое судно, предназначенное для перевозки как наливных, так и насыпных грузов.
- Нефтяной танкер — торговое судно, предназначенное для перевозки нефти наливом.
- Новоизобретённый корабль — тип парусного корабля, применявшегося в русском флоте в период русско-турецкой войны 1787−1792 гг.
- Норфолкское верри — разновидность парусных барж, которые широко использовались на главных реках Суффолка и Норфолка.

## О
- Обласок — сибирская гребная лодка-долблёнка, используемая коренным (ханты, манси, кеты) и старожильческим русским населением Западной Сибири и Средней Сибири на таёжных реках.
- Однодеревка — лодка-долблёнка.
- Океанографическое судно — судно для проведения океанографических исследований.
- Оморочка — русскоязычное название лодки, традиционно использующейся малыми коренными народами Дальнего Востока — нанайцами и удэгейцами.
- Опытовое судно — специально оборудованное судно, предназначенное для проведения экспериментов, испытаний и опытов.
- Осиновка, осинка — традиционная небольшая поморская лодка или челн, которая изготовлялась из цельного осинового ствола.
- Охотник — подкласс малого боевого корабля, предназначенного для поиска и уничтожения подводных лодок при несении дозорной службы или охранении транспортных судов и кораблей.

## П
- Пакетбот — двухмачтовое парусное судно для перевозки почты и несения посыльной службы. Водоизмещение 200—400 т, вооружение от 12 до 16 пушек.
- Паром — плавсредство, используемое для перевозки пассажиров и транспортных средств между двумя берегами водной преграды.
- Пароходофрегат — военный корабль переходного периода от парусного к паровому флоту, имевший в качестве двигателя паруса и паровую машину.
- Парусно-капковая лодка — лодка для проведения рекогносцировочных работ на воде
- Пассажбот — устаревшее название малоразмерных парусных судов, которые использовались для доставки почты, перевозки пассажиров и разнообразных срочных грузов.
- Паташ — историческое название небольших парусных шлюпов, которые появились в конце XVI века в Испании.
- Патрульный катер — катер для патрулирования прибрежной зоны, судоходных рек и других водных путей.
- Паузок — речное плоскодонное парусно-гребное судно, которое было распространено на северных реках России.
- Пениш — распространённый прежде всего в Бельгии, Нидерландах и Франции тип грузового речного судна.
- Пенишет — небольшое речное моторное судно для туризма (катер), может также использоваться в качестве жилья.
- Пентамаран — судно с пятью соединёнными в верхней части параллельными корпусами.
- Пентеконтор, петеконтера — древнегреческая галера, открытая, без палубы (катастромы).
- Пентера — см. квинквирема.
- Перама — малоразмерное парусное транспортное судно, характерное для Средиземноморья.
- Пинасс — трёхмачтовое судно XVII—XVIII веков.
- Пинк, пинка — парусное коммерческое судно в Северной Европе вместимостью около 200 т. В XVIII веке пинки использовались в качестве военных судов на Балтийском море.
- Пирога — ставшее традиционным название лодок экзотических народов.
- Плавучая база — рейдовое судно обеспечения, предназначенное для обеспечения базирования соединений военный кораблей, в основном, в пунктах базирования, реже в море.
- Плавучая база подводных лодок — класс рейдовых судов обеспечения, предназначенный для обслуживания подводных лодок в местах базирования и для пополнения их запасов.
- Плавучая батарея — броненосный винтовой корабль, созданный для борьбы с хорошо защищёнными береговыми укреплениями противника и для обороны морских подступов к собственным базам и портам.
- Плавучая зарядовая станция — подводная лодка, переоборудованная для зарядки обычных лодок. Это позволяет экономить их моторесурс. В процессе переоборудования упрощается замена дизелей и генераторов. Сейчас в порту лодки подключают к источнику электроэнергии с током разной частоты и разного напряжения, для чего на берегу строят аккумуляторные станции.
- Плавучая казарма — рейдовое судно обеспечения, предназначенное для размещения экипажей кораблей, не имеющих достаточных условий для непрерывного проживания на борту.
- Плавучая мастерская — судно обеспечения, предназначенное для ремонта кораблей и судов, их вооружения и технических средств в районах, удалённых от основных пунктов базирования.
- Плавучая покрасочная станция — судно, предназначенное для проведения очистных и покрасочных работ больших объемов вне пределов причальных фронтов или доков, кораблей и судов на плаву.[10]
- Плавучая тюрьма — судно (корабль), приспособленное для содержания, реже транспортировки, заключенных.
- Плавучий док — судоремонтное сооружение технического флота для подъёма из воды судна, находящегося на плаву, его ремонта (или транспортировки) и спуска на воду:
  1. Ремонтный — оснащён средствами механизации для проведения ремонтных работ. На этом судне имеется всё необходимое сварочное и газорезательное оборудование, а также устройства для очистки и окраски наружной поверхности судов;
  2. Передаточный — служит для спуска судна на воду с горизонтального стапеля;
  3. Транспортный — предназначенный для транспортировки судов и других плавучих сооружений через акватории с ограничениями по осадке или по мореходным условиям, имеющие упрощённые обводы, рулевые устройства или средства активного управления.
- Плавучий кран — плавучее сооружение, кран стрелового типа на самоходном или несамоходном понтоне, предназначенном для его установки и передвижения.
- Плашкоут, флашхоут — плоскодонная барка с высокими бортами:
  1. Использовалась для создания промежуточных опор наплавных мостов. Преимущество таких мостов в том, что их можно в любой момент отвести в сторону, освобождая для движения часть или всю ширину реки.
  2. Судно, предназначенное для транспортировки грузов на большие корабли, а также для их разгрузки и перевозки по мелководью. Часто применялось в портовых работах по погрузке и разгрузке.
- Плот — конструкция для плаванья, из связанных совместно брёвен или стеблей камыша, тростника, скрученных в пучки.
- Подводная лодка
  1. Дизель-электрическая подводная лодка (ДЭПЛ) — судно, на котором для надводного хода установлены дизельные двигатели, а для подводного — электрические;
  2. Дизель-стирлинг-электрическая подводная лодка (ДСЭПЛ) — подводная лодка с двигателем Стирлинга;
  3. Дизельная подводная лодка с крылатыми ракетами (ДПЛРК);
  4. Подводная лодка с ракетами баллистическими (ПЛРБ);
  5. Сверхмалая подводная лодка — специальная лодка особо малого размера для доставки и эвакуации водолазов-разведчиков, минирования причалов и кораблей противника, исследования морского дна;
  6. Подводная лодка атомная торпедная (ПЛАТ);
  7. Подводная лодка атомная с ракетами крылатыми (ПЛАРК);
  8. Подводная лодка атомная с ракетами баллистическими (ПЛАРБ) или ракетный подводный крейсер стратегического назначения (РПКСН);
  9. Носитель сверхмалых подводных лодок;
  10. Подводный минный заградитель — подводная лодка, основным предназначением которой является установка морских мин;
  11. Подводная биолаборатория — подводная лодка для проведения длительных биологических научных наблюдений;
  12. Автономный обитаемый подводный аппарат — подводное судно, оснащённое собственными источниками энергии, средствами передвижения, системами жизнеобеспечения и навигации. Это позволяет экипажу выполнять свои задачи самостоятельно, без механической связи с судном-носителем, которая осуществляется с помощью троса и кабель-троса.
    1. Буксируемый подводный аппарат — обитаемый или необитаемый привязной подводный научно-исследовательский аппарат, движение которого при выполнении возложенных на него задач осуществляется во время буксировки судном-носителем с помощью троса или кабель-троса.
    2. Водолазный подводный аппарат — самоходный автономный обитаемый подводный аппарат, предназначенный для транспортировки водолазов к месту работ, выходу их в море и возвращению на борт.
    3. Подводный спасательный аппарат — подводная лодка малого размера для спасательных работ на больших глубинах (например: помощь терпящим бедствие подводным лодкам).

  13. Подводный авианосец — это подводная лодка, основное ударное оружие которой — авиация. В период между двумя мировыми войнами разные страны, такие как США, Италия, Франция и Япония, пытались оснастить свои подводные лодки самолётами. Однако в то время они использовались лишь для разведки и корректировки. Только в середине Второй мировой войны японцы предприняли попытку применить авиацию подводных лодок как ударное оружие. К концу войны они успели построить лишь пять таких лодок.
- Подчалок — разновидность парусно-гребных одномачтовых лодок, получившая распространение на Каспийском море для рыбного промысла крючковой снастью или сетями.
- Полакр — тип парусного судна, распространённый на Средиземноморье в XVI—XIX веках.
- Полупогружаемое грузовое судно — особый вид грузового судна, предназначенного для перевозки тяжёлых и крупногабаритных грузов, таких как морские буровые установки. Принцип работы заключается в том, что в балластные цистерны набирают воду, которая приподнимает груз над палубой, позволяя перевозить даже другие суда. Затем вода из цистерн удаляется, и палуба и груз оказываются выше ватерлинии.
- Понтон (от лат. ponto — мост на лодках) — плавучее сооружение для поддержания на воде различных устройств за счёт собственного запаса плавучести.
- Поплавковое судно —
- Поповка — тип броненосцев береговой обороны, круглый в плане.
- Прам — плоскодонное артиллерийское парусное судно XVIII в. Вооружение от 18 до 38 пушек применялось для действий на мелководье, у берегов и в реках против крепостей и береговых укреплений.
- Проа — двухкорпусное судно, состоящее из большего центрального корпуса и меньшего дополнительного, называемого также «аутригером».
- Прогулочное судно — пассажирское судно вместимостью не более 12 человек для отдыха и развлечения.
- Прорезь — разновидность крупных рыболовецких лодок, которые применялись для промысла на Каспийском море выполняя функцию плавучего живорыбного садка.
- Прорыватель минных заграждений — военное судно повышенной живучести и непотопляемости, предназначавшееся для обеспечения прорыва кораблей, транспортных судов через минные заграждения путём уничтожения мин.
- Противолодочный авианосец — авианосец, предназначение которого заключается в борьбе с подводными лодками, осуществляющейся с помощью противолодочных самолётов и вертолётов, базирующихся на корабле.
- Противолодочный корабль — надводный боевой корабль, предназначенный для борьбы с подводными лодками противника.
- Противопожарное судно — специальное судно, предназначенное для тушения пожаров на плавсредствах или на береговых объектах.

## Р
- Разъездное судно — служебные суда, используемые для сообщения с судами в портовой акватории или с отдельными пунктами портовой инфраструктуры.
- Раньшина a также ранщина, рончина, роншина, роньшина — разновидность парусно-гребных судов, которые применялись в XI—XIX веках для рыболовного и зверобойного промысла в тяжёлых ледовых условиях.
- Ракетный катер — малоразмерный быстроходный боевой корабль, вооружённый крылатыми ракетами класса «корабль — корабль».
- Рафт — вид надувных маломерных судов.
- Реакционный паром — канатный паром, использующий силу реакции течения реки вдоль фиксированного кабеля для перемещения судна по воде.
- Рейдер — крупный надводный военный корабль или переоборудованное коммерческое судно, которое в одиночку или с малым сопровождением во время войны занимается нарушением вражеских коммуникаций, топя транспорт и торговые суда.
- Рейдовая баржа — баржа, предназначенная для коротких морских рейсов.
- Рефрижераторное судно — грузовое судно специальной постройки, оборудованное холодильными установками для перевозки скоропортящихся грузов.
- Речная баржа — несамоходное судно, предназначенное для перевозок грузов по рекам.
- Речной трамвай — речное пассажирское судно небольшого водоизмещения, работающее в экскурсионном режиме или в режиме общественного транспорта в городах или на ближних пригородных маршрутах.
- Реюшка — парусное рыболовное судно для самостоятельного поискового лова, которое было широко распространено на Каспийском море.
- Римская бирема — одна из разновидностей бирем с узким кринолином — парадосом.
- Ролкер — судно для перевозки грузов на колесной базе (автомобили, грузовой транспорт, ж/д вагоны) и пассажиров.
- Рудовоз — сухогруз, предназначенный для перевозки руды насыпью.
- Рыбница — рыболовное судно относительно больших размеров, обычно палубное, встречающееся в Каспийском море.
- Рыбоконсервная плавучая база или консервная плавучая база — рыбопромышленное судно предназначенное для приёма свежевыловленных объектов промысла (рыбы, крабов, креветок и так далее) и их дальнейшей переработки в консервную продукцию и полуфабрикаты.
- Рыболовное судно — судно, используемое для промысла рыбы, китов, тюленей, моржей или иных живых ресурсов моря.
- Рыбоохранное судно — вспомогательное судно промыслового флота, предназначенное для охраны сырьевых ресурсов воды и промысла на внутренних водоёмах или в пределах морских национальных рыболовных зон.

## С
- Саколева — греческое малоразмерное парусное судно, которое широко использовалось для морской торговли.
- Самоподъёмное судно — корабль, оборудованный (подобно самоподъёмным платформам) специальными «ногами», позволяющими ему упираться в морское дно и подниматься на некоторую высоту над уровнем моря для производства работ.
- Самоходная баржа — баржа с энергетической установкой (двигателем), обеспечивающей её движение.
- Самоходное судно — судно, использующее собственную силовую установку для перемещения.
- Самоходный понтон-толкач — катер для поддержки понтонно-мостового парка.
- Сампан — собирательное название для различного вида дощатых плоскодонных лодок, типичных для рек Малайзии, Индии и Японии.
- Сандэк — тип балансирного парусника, который издавна использовался рыбаками народности мандар для морского промысла и как межостровное морское транспортное средство.
- Сборочно-командное судно — судно контроля запуском с плавучего космодрома.
- Свойская лодка — устаревшее название парусно-гребных лодок, распространённых на Каспийском море и в частности — в окрестностях Астрахани.
- Северные суда — класс малых одномачтовых парусно-гребных судов, использовавшихся в составе Балтийского флота Российской империи в конце XVIII и начале XIX веков.
- Сейнер — рыбопромысловое судно для лова рыбы снюрреводом или кошельковым неводом.
- Секретные суда — класс крупных трёхмачтовых парусно-гребных судов, использовавшихся в Балтийском флоте Российской империи в конце XVIII века.
- Сексирема — римское название гексеры.
- Сетевой заградитель — военный корабль для установки противолодочных сетевых заграждений.
- Скампавея — русская малая галера начала XVIII в. для операций в шхерах, имела до 18 пар вёсел и 1-2 мачты с треугольными парусами, 1-2 пушки малого калибра. Перевозила до 150 человек.
- Снаг-бот — североамериканское судно для расчистки речных фарватеров от подводных коряг.
- Скиф — традиционный тип голландского маломерного парусного судна, существующий с XVI века.
- Скуче — разновидность тьялка, распространённая во Фрисландии.
- Спасательное судно, судоподъёмное судно — судно вспомогательного назначения, служащее для помощи терпящим бедствие судам, для подъёма затонувших подводных лодок.
- Сплавной катамаран — небольшое, разборное судно, используемое в водном туризме, состоящее из двух, как правило, надувных корпусов, соединённых каркасом.
- Сторожевой катер — класс быстроходных маломерных боевых катеров, предназначенных для патрулирования, охраны государственной границы, несения сторожевой и дозорной службы в прибрежной зоне.
- Сторожевой корабль — класс боевых надводных кораблей, предназначенных для несения дозорной службы и охранения.
- Струг — русское плоскодонное парусно-гребное судно, служившее для перевозки людей и грузов.
- Стружка — долблёнка Архангельской губернии. Осиновая плоскодонная лодка без нашвов (фальшбортов).
- Судно — общее название технического сооружения, предназначенного для перевозки пассажиров и грузов, выполнения вспомогательных работ, ведения боевых действий в акваториях рек, озёр, морей, океанов.
- Судно ледового плавания — класс судов, специально подготовленных для самостоятельного мореходства в акваториях полярных морей и для следования за ледоколами в особо тяжёлой ледовой обстановке.
- Судно на воздушной подушке — тип судна с динамическим принципом поддержания корпуса над водой с помощью воздушной подушки.
- Судно на подводных крыльях — тип судна с динамическим принципом поддержания корпуса над водой с помощью подводных крыльев.
- Судно обеспечения — судно в составе ВМФ, назначением которого является обеспечение деятельности сил флота в военное и мирное время.
- Судно промысловой разведки — вспомогательное судно морского гражданского флота, основной задачей которого является поиск и наблюдение за крупными скоплениями объектов рыболовного промысла.
- Судно размагничивания — судно для уменьшения намагниченности корпуса кораблей и судов.
- Судно с аутригерами — судно или корабль, состоящее из основного центрального корпуса и двух бортовых дополнительных корпусов, называемых «аутригерами», см. В англоязычной литературе обычно называется «тримараном», как и любое трёхкорпусное судно, см.
- Судно с малой площадью ватерлинии (СМПВ / КМПВ) — судно или корабль, состоящие из двух или более корпусов, причём каждый корпус состоит из погруженного под поверхность основного объёма, называемого «гондолой» или «понтоном», а также одной или более стоек, пересекающих свободную поверхность и соединяющих подводный объём с надводной платформой. Как и любое многокорпусное судно (см.), отличается повышенной площадью палуб и внутренним объёмом, повышенной непотопляемостью и безопасностью плавания, но основное отличие — повышенная мореходность и минимальные потери скорости на волнении. Приближённо считается, что СМПВ имеет такую же мореходность, как традиционное однокорпусное судно в 5-15 раз большего водоизмещения (в зависимости от соотношения площадей ватерлинии). Двухкорпусными СМПВ являются дуплус (см.) и трисек (см.), трёхкорпусными — трикор (см) и судно с аутригерами (см.). Малую площадь ватерлинии могут иметь как основные корпуса аутригерного судна и проа, так и аутригеры. К концу XX века в мире было построено до 70 СМПВ различного назначения. Кроме того, в Мировом Океане с 50-х годов работают в среднем около 300—350 полупогружных буровых платформ, которые являются крупнотоннажными специализированными СМПВ, предназначенными для длительной работы в любых ветро-волновых условиях.
- Судно смешанного плавания — судно, предназначенное для безперевалочных перевозок грузов по морским и внутренним водным путям.
- Супертанкер — сверхкрупный океанский танкер, водоизмещением от 320 000 метрических тонн.
- Супертраулер — разновидность рыболовных траулеров особо крупных размеров для ведения самостоятельного промысла в отдалённых районах моря.
- Сухогруз — грузовое судно речного или морского базирования, приспособленное для перевозки различных сухих грузов.

## Т
- Такасэбунэ — малое японское традиционное речное судно, ранее широко применявшееся во всех районах страны.
- Таможенный крейсер — специально оснащённое и вооружённое судно, основным назначением которого было пресечение контрабанды.
- Танкер — грузовое судно, предназначенное для перевозки в отсеках своего корпуса нефти, бензина и других жидких грузов.
- Тартана, тартан — небольшое средиземноморское судно XVI—XIX веков с косым парусным вооружением.
- Тёкибунэ — небольшое традиционное японское городское судно периода Эдо, тип лодки без крыши.
- Телеуправляемый необитаемый подводный аппарат — подводный аппарат, который управляется оператором с борта судна.
- Тендер:
  1. Тип парусного судна с косым парусным вооружением, имеющего одну мачту и бушприт, на которые ставятся грот, стаксель и один-два кливера.
  2. Плоскодонное моторное судно катерного типа.
- Теплоход — класс самоходных судов, энергетическая установка которых основана на двигателе, преобразующем энергию сжигания топлива в механическую, но не являющееся пароходом.
- Тертрера — см. Квадрирема.
- Тихвинка — историческая разновидность российских беспалубных деревянных грузовых судов с корпусом барочного типа.
- Тканав — традиционный армянский плот, изготовленный из бурдюков.
- Толкач (не путать с буксир-толкач) — судно, специально приспособленное для вождения несамоходных судов толканием, но не имеющее приспособлений для буксировки.
- Торговый авианосец — переоборудованное торговое судно в ВМФ Великобритании и Нидерландов, оснащённое лётной палубой, надстройкой-островом, несущее авиагруппу, но ходящее под торговым флагом.
- Торпедная канонерская лодка — специальный подкласс канонерских лодок, назначением которых была борьба с миноносцами противника. В ряде флотов торпедные канонерские лодки назывались торпедными крейсерами.
- Торпедный катер — быстроходные маломерные корабли, основным вооружением которых является торпеда.
- Торпедовоз — исторически существовавшая разновидность военно-морских судов обеспечения, основным назначением которых являлась доставка торпед на плавучие и береговые базы.
- Торпедолов — вспомогательное судно, катер, служащий для поиска и подъёма практических торпед, выпущенных на учениях кораблями и торпедными катерами.
- Тральщик — корабль специального назначения, задачей которого является поиск, обнаружение и уничтожение морских мин и проводка кораблей (судов) через минные заграждения.
  1. Морской тральщик — крупный (от 600 тонн) тральщик для работ на море совместно с флотом в походах.
  2. Базовый тральщик — тральщик, действующий на закрытых театрах, опираясь на военно-морские базы.
  3. Рейдовый тральщик — тральщик, действующий на рейдах (подходах) к портам.
  4. Речной тральщик — малый (до 100 тонн) тральщик для работ на реках.
  5. Тральщик-волновой охранитель (ТЩ-ВО) — корабль для проводки кораблей и судов через миноопасные районы, осуществляя траление донных мин с гидродинамическими взрывателями, подрыв которых должен был быть безопасен для тральщика из-за его большой скорости, если же полное траление не выполнялось, то тральщик благодаря создаваемой им волне, должен был искажать гидродинамическое поле проводимого объекта до безопасного уровня.
  6. Тральщик-искатель (ТЩИ) — тральщик, занимающийся, помимо траления, поиском и классификацией опасных подводных объектов.
  7. Тральщик-шнуроукладчик (ТЩ-ШУ) — тральщик, проводящий траление мин и минных банок, экстренной прокладки фарватеров и подготовки мест якорных стоянок с помощью уложенных на грунт шнуровых зарядов.
  8. Электромагнитный тральщик (ЭМТЩ)
  9. Катерный электромагнитный тральщик (КЭМТЩ)
- Транспорт-водолей — судно обеспечения, предназначенное для транспортировки воды.
- Транспорт-мастерская — судно обеспечения, предназначенное для ремонта кораблей и судов.
- Траулер (англ. trawler, от trawl — трал) — промысловое судно, предназначенное для лова тралом рыбы и нерыбных объектов и их первичной обработки. Траулеры оснащаются холодильными установками для заморозки и сохранения продукции в трюмах. Имеет много подтипов, отличающихся оборудованием и установками:
  1. Большой автономный траулер (БАТ)
  2. Большой автономный морозильный траулер (БАТМ)
  3. Большой рыболовный траулер (БРТ / ТРБ)
  4. Большой консервный рыболовный траулер (БКРТ)
  5. Большой морозильный рыболовный траулер (БМРТ)
  6. Малый рыболовный траулер с кормовым тралением (МРТК)
  7. Рыболовный траулер (РТ)
  8. Рыболовный траулер морозильный (РТМ)
  9. Рыболовный супертраулер морозильный (РТМС)
  10. Рыболовный супертраулер морозильный консервный (РТМКС)
  11. Рыболовный краболов-траулер (РКТ)
  12. Рыболовно-крилевый супертраулер (РКТС)
  13. Рыболовно-креветочный морозильно-рефрежираторный траулер (РКМРТ)
  14. Средний рыболовный траулер рефрижераторный (СРТ (СРТР))
  15. Средний рыболовный траулер морозильный (СРТМ)
  16. Средний рыболовный морозильный траулер-кормовик (СРТМ-К)
  17. Сейнер-траулер морозильный (СТМ / ТСМ)
  18. Сейнер-траулер рефрижераторный (СТР)
  19. Траулер — производственный рефрижератор (ТПР)
- Требака — парусное двухмачтовое грузовое, торговое или рыболовецкое судно.
- Трейлерное судно — сухогрузное судно, специально оборудованное для транспортировки грузов в трейлерах — автомобильных прицепах.
- Трекатр — небольшое парусное транспортное судно грузоподъёмностью до 100 т.
- Трешкоут или трешкут — разновидность маломерных плоскодонных беспалубных судов, использовавшихся в XVIII—XIX веках.
- Трёхкорпусное судно может состоять из одинаковых и-или имеющих различные размерения и форму корпусов. К трёхкорпусным судам относятся: тримаран, трисек. трикор, судно или корабль с аутригерами, см.
- Триаконтор — древнегреческая одноярусная беспалубная галера, рассчитанная на 30 гребцов.
- Трикор — судно или корабль, состоящие из трёх корпусов с малой площадью ватерлинии.
- Тримаран — в российской терминологии (с 70-х годов XX века) судно или корабль, состоящие из трёх идентичных корпусов обычных обводов. В англоязычной литературе термином «trimaran» обозначают любое трёхкорпусное судно или корабль, как правило — судно или корабль с двумя аутригерами (см.).
- Трирема (триера) — античный гребной военный корабль с тремя рядами вёсел.
- Трисек — двухкорпусное судно с малой площадью ватерлинии, имеющее по две стойки небольшой протяжённости вдоль судна на каждой подводной гондоле. Название произошло из сокращения «three» + «section», буквально — «трёхсекционное» (два подводных объёма и надводная платформа).
- Туз — самая малая из судовых шлюпок.
- Турбоход — разновидность теплохода, судно, приводимое в движение паровой или газовой турбиной.
- Турема — разновидность шведских парусно-гребных кораблей, принадлежавших к шхерному флоту конца XVIII века.
- Тьялк — голландский тип грузовых парусных судов для прибрежного и речного плавания.
- Тяжеловесное судно — грузовое судно для перевозки очень больших грузов, которые не могут быть перевезены обычными судами.
- Тяжёлый крейсер — подкласс артиллерийских крейсеров, строительство которых велось с 1916 по 1953 год.

## У
- Угольщик — тип судна специальной конструкции, предназначенный для перевозки угля насыпью.
- Удема — шведское судно галерного типа с откидными надводными бортами для ведения боевых действий в шхерах.
- Умиак — вид лодки у эскимосов.
- Унжак — на реках России деревянное грузовое плоскодонное судно XIX—XX веков для использования на мелководных водоёмах.
- Универсальный десантный корабль — подкласс десантного корабля, объединяющего в себе большинство функций, необходимых для высадки морского десанта.
- Унирема (монера) — античный гребной военный корабль с одним рядом вёсел.
- Урумбай — относительно большая гребная лодка, распространённая на острове Новая Гвинея.
- Учебное судно — специально построенное или переоборудованное служебно-вспомогательное судно для плавательной практики курсантов морских учебных заведений.
- Учебное парусное судно — категория парусных судов различных классов, используемых для прохождения практики курсантами мореходных училищ.
- Ушкуй — историческое название новгородских плоскодонных речных судов, известных примерно с ХIII по XV век.

## Ф
- Фангсбот — разновидность гребных или моторных промысловых шлюпок, которыми оснащались зверобойные суда норвежского типа.
- Фелу́ка (фелю́га) — небольшое палубное судно с треугольными парусами.
- Финикийская бирема — гребной военный корабль с двумя рядами вёсел.
- Финикийское торговое судно — тип кораблей, использовавшегося финикийцами примерно от 2000 года до н. э. (изображения в Тире, Сидоне) до 200 г. до н. э. (падение Карфагена).
- Флагманский корабль — флагман, корабль, на котором находятся командующий или командир соединения, штаб и флагманский командный пункт (ФКП), оборудованный средствами управления.
- Флейт — морское парусное транспортное судно Нидерландов XVI—XVIII веков.
- Фрегат — трёхмачтовый парусный корабль с мощным артиллерийским вооружением (до 60 пушек, располагавшихся в двух палубах). Был меньше линейного корабля, но имел большую скорость. Предназначался для дальней разведки и крейсерства.
- «Фрегатец» — название малых средиземноморских десятипушечных фрегатов в российском парусном флоте.

## Х
- Хачбот — историческое название малоразмерных парусных рыболовных и транспортных судов с закрывающимися садками.
- Хольк, хулк, халк — североевропейское судно X—XVI веков. В современном толковании термин неоднозначный и может означать как весьма разные суда (в разные периоды), так и скорее своеобразную уникальную технологию, нежели судно определённых параметров. Чаще всего, особенно в русскоязычных изданиях, под хольком подразумевают североевропейское судно XV—XVI веков, более крупное, чем ког, сменившее его как торговое судно североевропейский морей. Имело три мачты, развитый рангоут и такелаж. Однако, термин «hulc» упоминается по крайней мере с X века, и тогда это было совсем другое судно — одномачтовое, с одним прямым парусом, гораздо меньшего размера. Современные археологи термин «хольк» (hulk) применяют к судам, корпус которых сделан по определённой (можно сказать, уникальной) технологии, нежели к судам какого то типа, размера или парусного вооружения.
- Хьортспрингская ладья — древнейшая лодка, обнаруженная на севере Европы, которая была в ходу у древних германцев и кельтов за 1000 лет до изобретения драккара.

## Ц
- Цементовоз — специализированное судно, предназначенное для перевозки бестарного цемента, а также иногда других порошковых материалов.

## Ч
- Чайка — беспалубный плоскодонный чёлн запорожских казаков XVI—XVII вв. в виде огромной выдолбленной колоды, по бортам обшитой досками. Длина около 18 м, ширина и высота бортов до 4 м. Снаружи бортов для увеличения остойчивости и плавучести крепился камышовый пояс. Чёлн имел поперечные переборки и скамьи, мачту с парусом, 10-15 пар вёсел, носовой и кормовой рули, вмещал до 70 человек. Вооружение 4-6 фальконетов (пушки калибром 30 мм).
- Чайные клипера — самые быстроходные клипера, использовавшиеся во второй половине XIX века для поставок чая из Китая в Великобританию, участвовавшие в знаменитых чайных гонках. Получили распространение с 1849 года, начали терять актуальность с 1869 года, когда был открыт Суэцкий канал, последние чайные гонки состоялись в 1872 году. Самый известный (но не самый успешный) чайный клипер, который сохранился до наших дней (теперь уже — после пожара 2007 года — только частично) — «Катти Сарк».
- Чалум — историческое название древних парусных судов, которые применялись кхмерами для рыболовства и каботажного плавания.
- Чампан — собирательное название для различного вида дощатых плоскодонных лодок, типичных для рек Малайзии, Индии и Японии.
- Честер — спортивное судно, применяемое в водном туризме, разновидность надувного плота.
- Чектырме — лёгкое парусное (1—2 мачты) грузовое судно, встречавшееся в Турции и имевшее грузоподъёмность до 50 т. В военное время чектырме часто использовались как посыльные суда и имели на борту до 4 небольших пушек.
- Чёлн, челнок — долблёнка Псковской губернии. Осиновая до 2½ сажени длины и ¾—2 аршина ширины.

## Ш
- Шаланда — небольшая баржа для погрузки и разгрузки крупнотоннажных судов на рейде, перевозки земли и т. п.
- Шампунька — русское разговорное название разнообразных азиатских дощатых плоскодонных лодок — сампанов, типичных для рек Малайзии, Индии и Японии.
- Шас-марэ — историческое название французских двух- или трёхмачтовых парусных судов, которые применялись для прибрежного плавания и рыболовства.
- Шат или кат — историческое название небольших парусных транспортных судов, которые использовались в европейских странах.
- Швертбот — тип конструкции парусной яхты, характеризующийся наличием шверта и отсутствием балластного фальшкиля.
- Шебека:
  1. Небольшое трёхмачтовое парусно-гребное судно с косыми парусами; использовалось в Средние века на Средиземном море для посыльной службы и перевозки грузов;
  2. Русский парусно-гребной трёх мачтовый корабль второй половины XVIII в., имел до 20 пар вёсел и от 30 до 50 пушек малого калибра.
- Шерстяные клипера — клипера, использовавшиеся во второй половине XIX века для доставки шерсти из Австралии в Европу. Многие шерстяные клипера были до этого чайными. Каждый рейс шерстяного клипера — это кругосветное путешествие. Стартовав из Англии, шерстяные клипера спускались до южной оконечности Африки, огибали мыс Доброй Надежды, пересекали Индийский океан. Загрузившись, они огибали Австралию, пересекали Тихий океан, огибали мыс Горн, а затем пересекали Атлантику по диагонали, финишируя с грузом там, где стартовали. Постепенно их сменили винджаммеры.
- Шитик — небольшое плоскодонное парусное судно, части корпуса которого были сшиты ремнями или вицей (прутьями можжевельника и ели). Длина 10 м, ширина до 4 м.
- Шкут, шкута — плоскодонное парусно-гребное грузовое судно прибрежного плавания.
- Шлюп:
  1. Парусный боевой корабль XVII — середины XIX в. вооружённый 20-24 пушками или менее;
  2. Эскортный корабль в Британском флоте XX в, не предназначенный для действий в составе эскадры;
  3. Тип парусного вооружения.
- Шлюпка — малое беспалубное мореходное судно для транспортирования людей и грузов, а также для спасения личного состава на воде
- Шмак — двухмачтовое грузовое судно первой половины XVIII в.: использовались на Балтийском и Каспийском морях.
- Шне́ка, шнек, шня́ка — парусно-гребное судно и рыбопромышленная морская лодка.
- Шнява (англ. snow, snaw или snauw; от старо-голландского snauw - «клюв»)  — небольшое двухмачтовое торговое или военное судно XVII—XVIII вв.. похожее на шхуну. Водоизмещение до 150 т, вооружение 14-18 пушек малого калибра. Экипаж до 80 человек. Предназначалось для разведочной и посыльной служб.
- Шхербот — небольшое мелкосидящее парусно-гребное судно для плавания и военных действий в шхерах.
- Шхерный монитор — военный морской корабль предназначенный для действий на морском мелководье и устьях рек поблизости от берега. Отличается малой осадкой, хорошей броневой защитой и наличием крупнокалиберной артиллерией (от 100 мм, и выше). Применяется для подавления артиллерийских береговых батарей, живой силы и техники противника.
- Шхуна — парусное судно, имеющее две или более мачты с косыми парусами. Мореходное, может ходить круто к ветру. Шхуны русского флота имели до 16 пушек.

## Щ
- Щеповоз — разновидность грузовых судов, специально оснащённых для транспортировки технологической древесной щепы.

## Э
- Эверс — плоскодонное грузовое одномачтовое парусное судно, применявшееся германскими племенами для морского промысла и рыболовства.
- Экраноплан — высокоскоростное транспортное средство, использующее принцип аэродинамического экрана.
- Экспедиционное судно — судно технического флота, предназначенное для обслуживания научных экспедиций.
- Электроход — судно, движитель которого приводится в действие электрическим двигателем.
- Элсвикские крейсера — распространённое в военно-морской литературе название бронепалубных и броненосных крейсеров, построенных на экспорт британской фирмой «Армстронг».
- Эльпидифор — вооружённый десантный пароход, который мог использоваться как минный заградитель, тральщик или канонерская лодка.
- Эннера — большой античный гребной военный корабль, известный с IV века до н. э.
- Эскадренный броненосец — класс броненосцев додредноутного типа.
- Эскадренный миноносец — класс многоцелевых боевых быстроходных маневренных кораблей.
- Эскортный авианосец — разновидность малых авианосцев в ВМС Великобритании и США, а также в ВВС Японии, предназначенный для поддержки десантных операций, борьбы с подводными лодками в ходе сопровождения конвоев, транспортировки самолётов.

## Я
- Ял (от нидерл. jol) — относительно короткая и широкая гребно-парусная судовая шлюпка с транцевой кормой.
- Янгада — парусное деревянное судно рыбаков северной Бразилии, напоминающее плот.
- Японский барк — однопалубное судно с одной мачтой, похожее на китайскую джонку.
- Ярусолов, ярусник — рыболовное судно, предназначенное для морского ярусного лова рыбы и других гидробионтов (например, кальмаров и крабов).
- Яхта (нидерл. jacht, от jagen — гнать, преследовать) — первоначально лёгкое, быстрое судно для перевозки отдельных персон, оборудованное палубой и каютой (каютами). В современном понимании — любое судно, предназначенное для спортивных или туристических целей и отдыха. К яхтам не относятся рейсовые суда, предназначенные для коммерческих целей, для перевозки большого числа пассажиров (когда основная цель — транспортная, а не отдых и развлечения на борту судна) и прочих транспортных целей.
- Ящичное судно — устаревшее название судов предназначенных для транспортировки сыпучих грузов.